# 고구려
고구려(高句麗)는 한국의 고대 왕조국가 중 하나이다. 국성은 고씨(高氏)이다. 본래의 국호는 고구려였으나 당시의 금석문과 역사 기록을 토대로 장수왕대에 고려(高麗)로 개칭한 것으로 추정하고 있지만, 왕건이 건국한 고려와 구분하기 위해 고구려로 통칭되고 있다. 기원전 37년 부여의 주몽이 졸본 지역에 나라를 건립한 것을 시초로 보고 있다. 고구려는 이후 만주 일대와 한반도 북부를 정복하였고, 이 과정에서 후한, 위, 후연 등 중국 여러 왕조와 말갈, 동예, 옥저 등 주변국들과 전쟁을 치렀다. 동천왕 시기 수도인 국내성이 위나라에 함락되기도 하고, 이후 고국원왕 때 다시 수도가 함락되고 고국원왕은 백제의 대외정복 전쟁 중 평양성에서 전사하는 등 3세기에서 4세기 사이 고구려의 국력은 위축되기도 하였으나 소수림왕 시기에 내치를 다짐으로써 국력 발전의 기틀을 마련했다. 이후 광개토왕과 장수왕 시기에 고구려는 전성기를 맞이하였고 동북아시아의 강국으로 성장한다. 5세기 남진 정책을 추진하여 수도를 국내성에서 지금의 평양성으로 옮겼고, 5세기 후반 백제의 수도인 위례성를 함락하고 백제, 가야, 신라를 공격하여 큰 성과를 올렸다. 이 시기 고구려는 오늘날 평안도, 랴오닝성, 지린성을 주무대로 삼으며 한반도 중부와 남부, 만주 일대를 자신의 세력권으로 삼았다. 6세기부터 정치적 불안정과 주변 국가들의 성장으로 쇠퇴하였고, 7세기 수나라 및 당나라와 전쟁을 겪으면서 국력이 더욱 쇠퇴했다. 668년 정치 세력의 내분과 나당 연합군의 공격으로 멸망했다.
고구려 문화는 한민족 전통문화의 뿌리 중 하나로, 각저총의 씨름도에 근거해 전통스포츠 씨름의 기원이 된 시대로 추정되고 있다. 또한 난방 방식인 온돌, 현악기 거문고의 기원으로도 여겨진다. 한반도 남부와 풍습과 언어가 같다는 기록이 존재한다.

## 국호
고구려 시조 동명성왕은 국호를 '고구려'라 명명하였으나 5세기 장수왕대에 국호를 '고려'로 개칭한 것으로 추정되고 있다. 이후 이름 '고려'는 보덕국과 대조영의 발해에서 국호로 사용하기도 했다. 918년 왕건이 고려를 건국하게 되어 맥을 이었다.
같은 이름의 왕조와의 시대 구분에 관해선 왕씨의 고려대에는 이 왕조를 '전에 있던 고려'라는 뜻의 구고려(句高麗)라 불렀으며 신라국석남산고국사비명후기를 통해 자신들을 '후에 이어진 고려'라는 뜻의 후고려(後高麗)라 칭해 구분하였다. 《삼국사기》를 저술한 김부식은 이 왕조를 4세기까지의 국호인 '고구려'로 표기하며 왕씨가 세운 고려와 구분하였다.
발음에 관해서는 나라 이름 '고구려'의 한국어 독음이 고구려가 아니라 '고구리'라는 의견이 있다. 이는 麗의 독음이 나라 이름을 나타낼 때는 ‘리’로 발음된다는 음운 법칙에서 비롯되었다. 그러나 조선시대에 훈민정음 창제 이후에 나타난 한글 문헌에 따르면, 고구려라 나타나고 《대동지지》에는 “(중국인이나 음운학 책과 달리) 우리나라 사람은 ‘려’라 바꾸어 부르고 있다.”라고 기록하고 있으며 나라 이름을 나타낼 때도 麗는 ‘려’로 읽는다는 예외도 있는 등 해당 주장은 신빙성이 낮다. 중원왕조들은 고구려를 예(濊)/맥(貊)/고리(槀離)/구려(句麗)/평양(平凉)/요동(遼東) 등으로 호칭하기도 했다.
'구려(句麗)'가 고구려어로 '성(城)'을 뜻하는 단어이고 고구려 지명에 접미사로 자주 등장하는 홀(忽), 골(骨)도 동음이사이며 '국(國)'을 의미하는 여진어 Kuoh-lum-ni, 만주어 gurun, 일본어 クニ와도 관련이 있다는 견해는 많은 학자들이 동의하는 정설이다. '高'에 대해서는 '크다'로 보고 '대성(大城)'으로 해석하는 견해, 상(上)을 뜻하는 '솔/수리/술/소리'의 훈사(訓寫)로서 수도를 뜻하는 '수릿골·솔골(首邑, 上邑)'로 보는 견해, 구려족이 고(高)씨를 칭하며, 자신의 성을 고구려(高句麗)라고 부른 것에서 연유하였다고 보는 견해 등이 있다. 한편 조영광(2015)는 '구려'가 원래는 '나라(國)'를 뜻하였으나 국가가 점차 성장하면서 '성(城)'을 의미하는 단어로 변화되었다는 견해를 제시하였다.
국호 외에도 '고구려'는 고구려대장간마을, 충주고구려천문과학관 등에 영역에서도 쓰이고 있다.

## 역사

### 졸본부여의 탄생 (기원전 58년-서기 13년)
시조 고주몽(高朱蒙)의 원래 이름은 해주몽(解朱蒙)으로 출생은 기원전 58년이며, 《삼국사기》에 따르면 본래 예맥족의 국가 부여의 일부였던 북부여의 왕 해모수의 아들이다. 해모수는 북부여의 왕이면서 동시에 부여 신화에 등장하는 인물로 천제의 아들이라 불렸다. 외조부는 강을 다스리는 신 하백이며 그의 세 딸 하유화(河柳花)·하훤화(河萱花)·하위화(河葦花)중 하유화가 그의 어머니이다.
이름인 주몽(朱蒙)은 부여어로 활을 잘 쏘는 사람인 신궁(神弓)이라는 뜻이다. 어릴 때부터 활로 파리를 쏘아 맞힐 정도로 재능을 타고 났다 전해진다.
당시 해부루(解夫婁)의 뒤를 이어 부여의 2대 왕이었던 금와왕에게는 일곱 아들이 있었다 전해진다. 일곱 아들중 태자였던 해대소(解帶素, 대소왕)를 주축으로 6명의 형제는 주몽의 재능을 시기하여 죽이려 하였다.

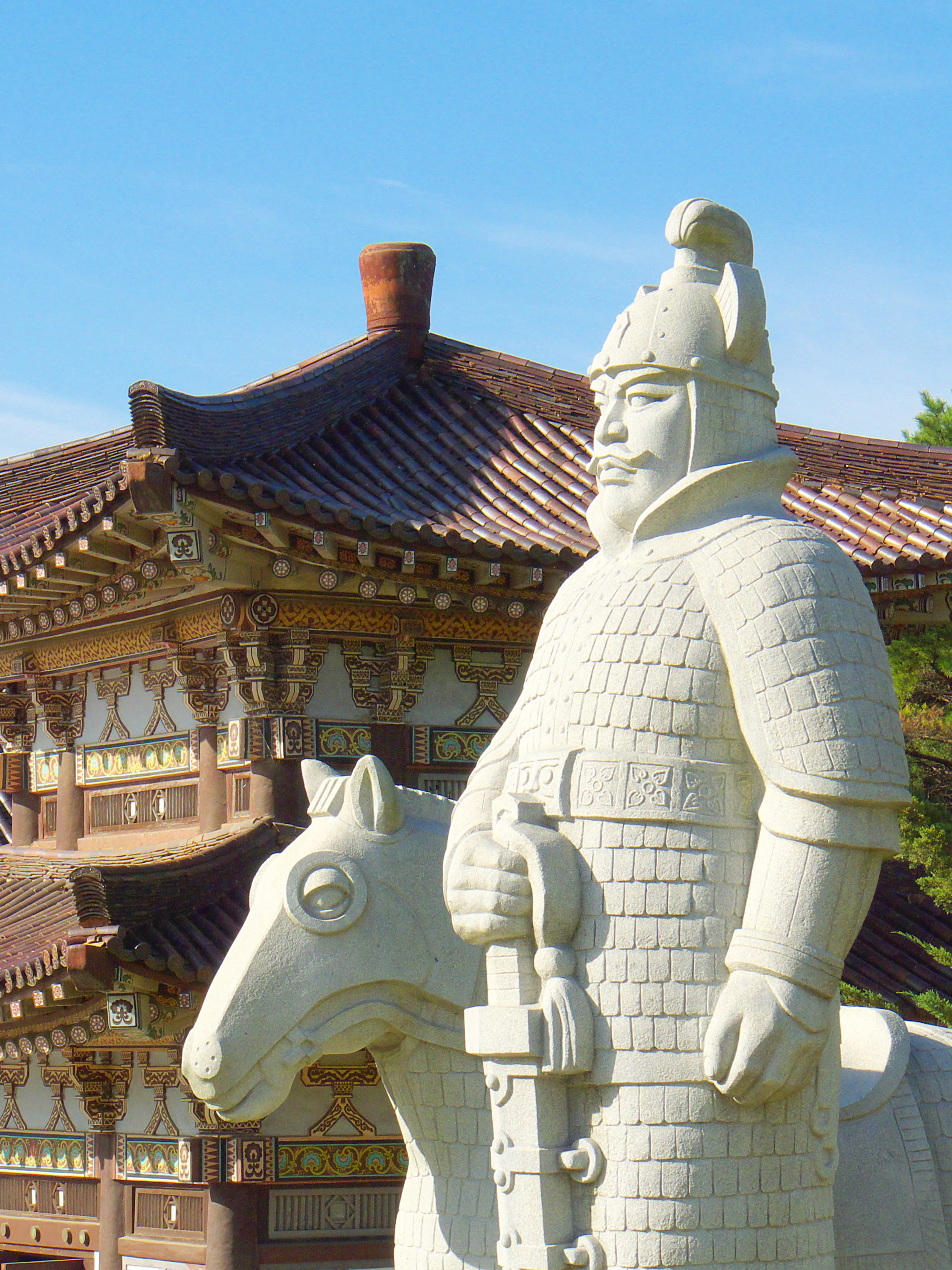
평양의 동명성왕 석상.

이에 주몽은 협보(陜父), 오이(烏伊), 마리(摩離)와 함께 부여를 나와 남하하였다. 추격자들을 피해 남쪽으로 내려가 엄리대수(淹利大水)에 이르렀다. 자신들의 앞길을 가로막는 엄리대수를 향해 주몽은 “나는 천제의 손자이며, 강의 신의 외손자이다. 지금 나를 쫓는 자가 뒤를 따르니 그 위험이 급한 데 강을 건널 수 없으니 도와 달라.”라고 하니, 이에 감응한 자라와 물고기가 물 위로 떠올라 띠를 이어 다리를 만들어 주었다. 주몽이 무사히 강을 건너자 물고기와 자라는 다시 돌아가 버렸고, 추격자들은 강을 건너지 못해 더 이상 쫓아오지 못했다 하는데, 이 사건을 가리켜 어별성교(魚鼈成橋)라 일컫는다.
해주몽은 배다른 친구 세명과 함께 남하하여 졸본(卒本)에 정착하였다. 그곳의 세력가 연타발의 둘째 딸 소서노와 혼인하였다. 이후 비류국의 군장 송양(松讓)을 만났다. 해주몽은 송양을 포섭하기 위해 그와 활싸움을 신청했고 송양이 옥가락지를 백보 밖의 표적으로 놓자 기왓장 부서지듯 백발백중하였다고 한다. 이에 기원전 36년 송양은 주몽에게 투항하였다.
기원전 37년 주몽은 졸본중 오녀산성(五女山城, 환런현)을 도읍으로 삼고 나라이름을 고구려(高句麗)라 개칭하였다. 그리고 왕실의 이름을 해씨(解)에서 고씨(高)로 변경해 이름은 고주몽(高朱蒙)이며 대관식에서 고구려의 1대 왕 추모성왕(東明聖王)이 되었다. 추모성왕(東明聖王)은 즉위한 후 송양의 나라였던 비류국을 다물도(多勿都)라 바꾸고 그를 그곳의 관리자로 임명하였다. 또한 추모성왕은 가장 먼저 근방의 말갈족을 복속시켰다. 기원전 34년 마침내 졸본성과 궁궐을 완성하였으며 기원전 32년에는 오이(烏伊)와 부분노(扶芬奴)를 보내 백두산 동남쪽에 있던 행인국(荇人國)을 정복하였으며, 기원전 28년에는 부위염(扶尉猒)을 보내 북옥저(北沃沮)를 정복하였다. 기원전 24년 가을 음력 8월에 부여에 남아있던 어머니 하유화가 죽었다.
한편 추모성왕의 전 소생 왕후 예씨(禮氏)의 아들 해유리(解瑠璃)는 기원전 37년 부여에서 태어났다. 해유리는 어머니 예씨의 말을 듣고 추모성왕이 남긴 부러진 칼 조각이라는 징표를 주춧돌에서 찾아내 기원전 19년 해유리는 고구려로 찾아가 추모성왕을 만나 성을 개칭해 고유리(高瑠璃)가 되어 그해 음력 4월에 태자로 책봉되었다.
1년후인 기원전 18년 소서노는 온조(溫祚), 비류(沸流) 등 자식 2명과 함께 기원전 18년 남하하여 비류는 미추홀(彌鄒忽, 인천광역시)에 정착하였으며 온조는 위례성(慰禮城, 서울특별시)에 정착하였다. 이때 온조를 따라 고구려 졸본에서 위례성으로 남하한 열명의 개국공신을 십제(十濟)라 하였다. 개국공신 10명은 마려(馬藜), 오간(烏干), 을음(乙音), 해루(解婁), 흘간(屹干), 곽충(郭忠), 한세기(韓世奇), 범창(笵昌), 조성(趙成)이며 이중 마려는 개국공신 마리의 후손으로 추정되며, 한국 마(馬)씨의 조상이 되었다. 해루는 해모수와 같은 집안사람으로 추정된다. 조성은 직산 조씨의 조상이며 알려지지 않은 공신 중 전섭(全聶)은 한국 전(全)씨의 조상이 되었다고 한다.
고유리는 동명성왕이 기원전 19년이 서거하자 고구려의 제2대 왕인 유리명왕(瑠璃明王)이 되었다. 기원전 18년 음력 7월에 다물후 송양의 딸을 왕비로 맞이하였다. 기원전 9년에는 고구려를 위협하던 선비족을 부분노(扶芬奴)의 계책을 사용해서 토벌하였다. 기원전 6년 부여의 대소왕은 고구려에 볼모를 요청하였고 유리명왕은 부여의 강력한 국력을 꺼려하여 태자 도절을 인질로 보내려 하였으나, 도절이 두려워 가지 않았다. 이에 대소왕은 기원전 6년 음력 11월 군사 5만여 명을 이끌고 고구려를 침공하였으나 폭설로 많은 군사를 잃고 퇴각하였다. 유리명왕은 부여의 위협에서 벗어나기 위해 3년 압록강 근처의 국내성(國內城, 집안)으로 도읍을 천도하였다. 그러나 2000년 이래 중국 길림성 집안 지역에 대한 활발한 발굴 결과 국내성으로 불리던 집안 평지성과 그 배후의 산성자산성 내부에서 3세기 이전의 유물이 출토되지 않아 그동안 통설이었던 유리명왕의 국내성 천도는 의심 받기 시작했다. 이후 제기된 견해는 산상왕대설(노태돈, 1999; 김희선, 2010; 노태돈, 2012), 태조대왕대설(김종은, 2003; 余昊奎, 2005; 권순홍, 2015; 강현숙, 2015), 신대왕대설(임기환, 2015; 기경량, 2017a; 강진원, 2018; 임기환, 2018b), 유리왕대설(김현숙, 2017)이다.
9년 음력 8월, 대소왕이 사신을 보내 부여를 섬길 것을 종용하였는데 유리명왕은 국력이 부족한 것을 알고 부여에 신속하기로 하였다. 그러나 왕자 고무휼(高無恤, 대무신왕)이 사신에게 부여의 내정이나 잘 다스리라는 의미의 말을 우회적으로 표현하여 사신이 돌아가도록 하였다.
12년에 전한을 무너트리고 신나라을 세운 왕망이 흉노 정벌을 위해 고구려군을 징발하려 하였으나 이를 거절하자 장수를 보내 공격하여 고구려 장수 연비(延丕)를 죽였다. 이에 고구려는 신나라를 공격하였다. 13년에는 부여가 고구려를 침공하였으나 고무휼이 매복 작전을 써서 부여군을 크게 격파하였다. 유리명왕은 14년에는 양맥(梁貊)을 정복하고 현도군(玄菟郡)의 고구려현(高句麗縣)을 지배하였다.

### 조위와의 전쟁 (13년-270년)
3대 왕 대무신왕(大武神王 재위: 4년~44년)은 21년 부여 정벌을 감행하여 22년 음력 2월 장수인 괴유가 부여 대소왕을 죽였다. 왕을 잃은 부여는 분열되어 대소의 동생은 압록곡 부근에 갈사부여를 세웠으며 음력 7월에는 대소왕의 사촌동생이 부여 백성 1만 여 명을 데리고 고구려에 귀순해 사실상 부여를 흡수하였다. 26년 음력 10월 개마국을 공격하여 복속시켰고, 음력 12월에는 구다국이 항복하였다. 28년 음력 7월에 한나라의 요동 태수가 군사를 이끌고 고구려를 침략하였으나 고구려가 수성전으로 버티자 철수하였다. 32년에는 낙랑국을 정벌하여 지배했다. 37년에도 낙랑을 정벌하여 병합한 기사가 있는데, 이를 32년 낙랑 정벌의 연장선으로 보기도 하며, 독립적인 기록으로 판단하여 고구려가 한사군 가운데 하나인 낙랑군을 정벌한 것으로 보기도 한다. 하지만 사실상 낙랑군은 한반도인을 수장으로 삼고 고구려, 백제에 굴복한 뜻으로 공물을 바치는 등 고구려의 입장에서 긴 시간동안 한사군을 정복할 필요가 없었다. 하지만 이후 고구려군은 한사군을 정복하여 지배해 한사군민들은 전멸하였다.
고구려는 이후 별다른 큰 족적없이 나라를 유지해오다 6대 왕이 된 태조대왕(太祖大王)대에 들어 다시 정복활동을 재게하였다. 태조대왕은 2대 왕 유리명왕의 손자로, 56년에는 동옥저(東沃沮)를 병합하여 동으로는 창해(滄海)·남으로는 살수(薩水, 지금의 청천강)에 이르렀다 68년에는 갈사국(曷思國) 왕의 손자 도두(都頭)가 나라를 들어 항복하고 70년에는 관나부(貫那部) 조나(藻那)를 병합하였다. 72년에는 주나(朱那)를 병합하고 그 왕자 을음(乙音)을 고추가에 임명하였다.
한편 후한과의 대외 관계에서는 평화적인 외교와 적극적인 공세를 함께 펼쳤다. 105년에는 요동을 공격하여 약탈했으나, 109년과 111년에는 평화적인 외교를 펼쳤다. 118년에는 예맥과 더불어 현도군과 화려성(華麗城)을 공격하였다. 121년 봄에는 후한이 예맥을 공격하였고, 왕은 자신의 동생 또는 서자인 수성(遂成)을 보내 막도록 하였다. 수성은 항복을 가장하여 적군을 속인 후 요지를 장악하였으며 몰래 요동군·현도군을 공격하여 큰 전과를 올렸다. 음력 4월에는 요동의 선비족과 더불어 요수현(遼隧縣)을 공격하여 요동태수 채풍을 살해하였다. 음력 12월에는 마한·예맥과 함께 현도성을 공격하여 포위하였으나, 부여왕 위구태(尉仇台)가 후한과 협공을 펼쳐, 고구려군이 크게 패하였다. 122년에도 마한·예맥과 함께 현도성을 쳤으나 부여의 방해로 패배하였다. 146년에 다시 전쟁이 벌어져, 태조대왕은 요동의 신안(新安)·거향(居鄕)을 약탈하였다. 또한 서안평을 공격하여 대방현령을 죽이고, 낙랑군도 공략하여 낙랑군 태수의 처자를 생포하였다.
이후 태조대왕의 자식들이 왕위를 두고 다투다가 명림답부(明臨答夫)가 165년 제7대왕 차대왕을 죽이고 제8대왕 신대왕을 옹립하였다. 신대왕은 166년 명림답부를 재상직에 해당하는 국상에 임명하였다. 172년, 한나라 현도태수(玄菟太守) 경림(耿臨)이 대군을 이끌고 고구려를 침입하자 신대왕이 이를 요격할 것인지 아니면 농성할 것인지 명림답부에게 의견을 물었는데, 명림답부는 청야전술을 주장하여 이를 관철시켰다. 결국 한의 군사들이 굶주림에 지쳐 퇴각하였고, 이에 명림답부가 수천 명의 기병을 거느리고 추격하여 좌원(坐原)에서 크게 섬멸하였다. 뒤를 이은 제9대왕 고국천왕(故國川王)은 191년 평민 출신의 을파소(乙巴素)를 제2대 국상에 임명하였다. 194년에는 사회보장제도인 진대법(賑貸法)을 제정하여 빈민을 구제하였다. 후에 고려의 의창과 조선의 환곡에 영향을 주었다.
고국천왕의 부인이었던 왕후 우씨는 다시 그 아들인 10대왕 산상왕의 부인이 되어 권력을 휘어잡았다. 이것은 고구려의 형사취수 풍습이 남아있던 것이었다. 198년에 환도성(丸都城, 집안)을 쌓았고 203년에는 2대 국상 을파소가 죽어 고우루(高優婁)를 3대 국상으로 삼았다. 209년에는 도읍을 국내성에서 환도성으로 도읍을 옮겼다. 217년에는 후한 평주(平州)의 하요(夏瑤)가 위의 조조군에 쫓겨 1천여 가를 데리고 투항하였으며, 고국천왕은 책성(柵城)에 이들을 안치하였다. 이때를 기점으로 중원의 삼국과의 접촉이 시작되었다.
제11대 왕 동천왕은 227년 왕위에 올라 동오의 손권과 관계를 맺고, 234년에는 위나라의 조예와 화친하였다. 이에 236년에는 손권의 사신 호위(胡衛)를 처형해 목을 위에 보내 관계를 돈독히해 동맹국이 되었다. 위나라 3대 황제 조예는 요동의 공손연을 토벌하기 위해 관구검(毌丘儉)을 유주 자사로 임명하였다. 이에 공손연은 손권과 손을 잡고 협력하였다. 238년 봄, 위에서는 태위 사마의가 우금, 호준 등을 거느리고 보병과 기병 4만 명으로 공손연 토벌에 나섰다.
사마의는 요동으로 진군하면서 우북평으로 물러나 주둔하던 관구검의 군대를 휘하에 편입하고 동맹 관계인 고구려에 사자를 파견해 공손연을 양쪽에서 협공하도록 원병을 요청하자 동천왕은 고구려의 주부와 대가들을 보내어 군사 1천 명을 거느리고 공손연을 협공하게 한 일변, 공손연은 비연(卑衍)을 대장으로 삼아 양조(楊祚)과 함께 요수에 주둔시켜 20여 리에 걸쳐 구덩이와 책등을 둘러쳐 위군의 내습에 방비한 일변, 요동군은 요수에 의지해 위나라군에 저항하자 사마의의 위군은 남으로 도강하려는 체하고 실은 북으로 도강해 연의 도읍 양평으로 곧바로 향했다. 공손연의 세력은 결국 망하여 요동은 위나라에 흡수되었다.
완충지대 역할을 하던 공손연이 망하자 고구려와 조위의 관계는 험악해졌다. 242년 동천왕은 장군 득래를 보내 조위의 요동지역 서안평을 침략하였다. 244년 유주자사 관구검(毌丘儉)이 고구려를 침공하였다. 동천왕은 관구검의 군대를 비류수(沸流水)에서 한 번, 양맥곡(梁貊谷)에서 한 번씩 격파했으나, 그 다음 벌어진 전투에서 아군이 패해 1만 8천 명이 죽었다. 동년 10월 관구검은 환도성(丸都城)을 공격하려 함락시키고 사람을 죽였으며, 현도태수(玄菟太守) 왕기(王頎)를 보내 도망친 왕을 추격했다. 동천왕은 유유의 계책으로 위나라 장수 하나를 죽여 적을 혼란시킴으로써, 왕기의 군대를 물리치는 데 성공하였다. 수도로 귀환한 동천왕은 환도성이 전화(戰火)를 입어 도읍으로 적당하지 않다고 여겨, 247년에 임시로 평양성(平壤城)을 쌓고, 수도를 임시로 옮겼다. 이때의 평양성은 지금의 평양직할시 일대가 아니라 독로강(禿魯江: 將子江) 유역의 강계 지역으로 보거나 지안(集安)의 평지 지대로 보는 견해도 있으나 분명치 않다. 248년에 동천왕이 죽었으니 나라 사람들이 슬퍼하여 스스로 목숨을 끊는 자가 많았다고 한다.
이후 249년 사마의가 고평릉의 변을 일으켜 고구려와 위의 전쟁은 일단락되었다. 10년후인 259년 조위의 장군 울지해(尉遲楷)가 다시 군사를 이끌고 쳐들어 오자 12대왕 중천왕이 기병 5천 명을 이끌고 양맥(梁貊)에서 싸워서 이들을 무찌르고 8천여 명을 목베었다.
한편 당시에 활동했던 촉한의 재상 제갈량이 고구려에 대해 평가하였는데 사람은 호전적이고 지형은 험준하며 단합력이 높아 침공해 복속시키기 어렵다 설명하였다. 때문에 먼저 내부의 갈등부터 만드는 것이 우선이며, 이를 위해 공작 활동으로 내부의 갈등을 증폭시키고 외교나 군사 작전을 통해서 굴복시킬 것을 제시하였다.

### 고구려의 한사군 정복과 전연 공략 (270년-371년)
제13대 왕 서천왕은 280년 숙신(肅愼, 말갈)이 쳐들어오자 동생 달가(達賈)를 보내 이를 격퇴하게 했다. 달가는 단로성(檀盧城)을 빼앗아 추장을 죽이고, 6백여 가구를 부여 남쪽의 오천(烏川)으로 이주시켰으며 부락 예닐곱 곳을 복속시켰다. 292년 서천왕의 아들 제14대 왕 폭군 봉상왕이 뒤를 이어 즉위하였다. 어려서부터 교만하고 방탕하며 의심과 시기심이 많았다고 한다. 왕위에 오른 봉상왕은 왕권을 강화하기 위해 숙부인 안국군(安國君) 달가(達賈)를 음모로 살해하였다. 또한 293년에는 동생 고돌고에게 역모죄를 씌워 자살하게 하였으며 도망친 고돌고의 아들 고을불(高乙弗, 미천왕)을 추격하게 하였다.
음력 8월에 전연의 모용외(慕容廆)가 침입하였다. 봉상왕은 신성으로 대피하려 하였으나 적이 추격해 왔다. 이때 신성의 재(宰)인 북부 소형(小兄) 고노자(高奴子)가 500명의 기병을 거느리고 왕을 맞이하러 나왔다가 모용외의 군을 만나 격파하였다. 봉상왕은 고노자를 대형(大兄)으로 삼고 곡림(鵠林)을 식읍으로 주었다. 296년 음력 8월 모용외가 다시 침입하여 고국원(故國原)에 이르러 서천왕의 무덤을 파헤치고 돌아갔다. 294년에는 6대 국상 상루(尙婁)가 죽어 남부의 대사자(大使者) 창조리(倉助利)를 7대 국상으로 임명하였다.
298년 음력 9월에 흉년이 들었으나 봉상왕은 궁궐을 증축하는 공사를 강행하여 백성들의 원성이 높았다. 봉상왕은 신하들의 간언을 듣지 않고, 백성들을 살피지 않았다. 300년에도 흉년이 들었으나 다시 궁궐을 증축하니 백성들이 흩어졌다. 이에 국상 창조리가 왕에게 백성을 돌볼 것을 간언하였으나 봉상왕은 오히려 왕권의 지엄함을 역설하며 창조리를 위협하였다. 300년 이에 창조리는 여러 신하들과 모의하여 봉상왕을 폐위하고 압록강에서 소금장수였다던 설이 있는 고을불을 맞이하여 왕으로 삼았다. 제15대 왕 미천왕이었다. 봉상의 들에 장사지내고 왕호를 봉상이라 하였다. 미천왕이 등극하자마자 고구려에 의해 한사군은 존망을 거는 전쟁이 시작되었다. 미천왕은 즉위 초부터 한사군을 치열하게 공격하였다. 한사군은 후한 멸망 이후 사실상 북쪽으로는 고구려 남쪽으로는 백제에 굴복하여 오랜 기간 한반도인들을 한사군의 지배자로 두거나 굴복의 뜻으로 공물을 보내는 등 생존하기 위해 여러 방면을 책을 썼지만 미천왕의 공격을 피할 수는 없었다. 302년에는 고구려군이 현도군을 공격하여 적 8천여 명을 사로잡았으며 311년에는 서안평(西安平)을 정복하여 낙랑군(樂浪郡)을 고립시키는데 성공하였다. 이에 따라 미천왕은 313년에는 낙랑군을, 314년에는 대방군을 정복하여 한사군을 멸망시켰다. 미천왕은 315년에도 다시 현도성을 공격하여 한반도에서 한사군을 모두 정복하였고 끝내 요동까지 정벌하여 한사군 사람들은 절멸돼 역사에 나타나지 않게 된다.
뒤를 이어 왕이 된 제16대 왕 고국원왕 때 339년에 전연이 쳐들어와 신성에 이르렀다. 고국원왕이 동맹을 청하자 전연은 물러갔다. 이때 맺은 동맹 관계에 따라, 340년에 전연에 조회 (정치)하기도 하였다. 342년 겨울에 모용황은 용성(龍城)으로 천도한 후, 대군을 이끌고 고구려로 쳐들어왔다. 모용황은 왕우가 이끄는 1만 5천의 소수 군대를 평탄한 북쪽 길로 보내고, 자신은 한수와 함께 5만 대군을 이끌고 험난한 남쪽 길을 택해 공격하는, 기만전술을 썼다. 하지만 이를 알아채지 못한 고국원왕은 북쪽으로 왕제 무(武)가 이끄는 정병 5만을 파견하고, 자신은 소수의 군대로 남쪽을 지켰다. 결국, 남쪽 전투에서 크게 패한 고구려군 중에서 장군 아불화도가(阿佛和度加)가 전사하고, 환도성(위나암성)이 함락되었으며, 고국원왕은 단신으로 단웅곡(斷熊谷)으로 피신하였다.
고국원왕을 추격한 전연군은 북쪽 길에서 고국원왕의 동생 무(武)의 군대를 만나 크게 패하여 퇴각하였다. 전연군은 퇴각하는 길에 고구려 백성 5만 명을 잡아갔다. 343년에 고국원왕은 동생 무를 보내 전연에 신하의 예를 갖추고, 부왕인 미천왕의 시신을 돌려받았으며, 그 해 평양의 동황성(東黃城)으로 거처를 옮겼다. 345년에 전연이 모용각을 보내 남소(南蘇)가 함락되었으며, 349년에는 전연의 망명자였던 송황(宋晃)을 전연으로 송환하였다. 355년에 고국원왕은 전연에 간청하여 모후 주씨를 돌려받는 한편, 전연으로부터 정동대장군 영주자사 낙랑공 고구려왕(征東大將軍 營州刺史 樂浪公 高句麗王)에 책봉되었다. 이후 전연은 전진의 공격을 받아 쇠퇴하였으며, 370년에 멸망하였다. 이때 고국원왕은, 고구려로 도망쳐온 태부 모용평을 체포하여 전진에 송환함으로써 우호관계를 수립하였다.
369년에 백제가 마한을 정복하러 간 틈을 타, 고국원왕은 보·기병 2만 명을 이끌고 치양성(雉壤城, 현 황해남도 배천군, 구 모로성)으로 진격하였다. 그러나 근초고왕의 말 말굽을 상하게 한 죄를 짓고 고구려로 달아났던 백제인 사기(斯紀)가 다시 백제에 투항하여, ‘고구려의 군사가 많기는 하나 모두 숫자만 채운 허세일 뿐 날래고 용감한 자들은 붉은 깃발의 군대뿐’이라는 고구려의 군사정보를 백제의 근구수 태자에게 알려주었다. 이에 고구려군의 주력부대는 백제군의 집중공격을 받고 무너져 내려 5000여명의 피해를 입고 고국원왕은 목적을 달성하지도 못하고 오히려 백제에게 수곡성(水谷城: 지금의 황해도 신계군)까지 영토를 내주고 말았다. 371년에 고국원왕은 복수를 위해 군사를 일으켜 백제에 재침공하였다. 하지만 패하(浿河; 대동강) 강가에 군사를 매복한 근초고왕이 기습적으로 공격하자, 고구려군은 크게 패하고 말았다. 기세를 탄 근초고왕은 동년 10월에 정예 군사 3만을 이끌고 평양으로 진격해 왔고, 고구려군은 이를 어렵게 물리쳤으나 고국원왕이 전사하고 말았다. 고국원왕은 고국(故國)의 들原에 모셔졌다. 이때부터 백제와의 악연이 시작되어 백잔이라 부르게 되었다.

### 중앙집권제의 완성과 대국화 (371년-413년)

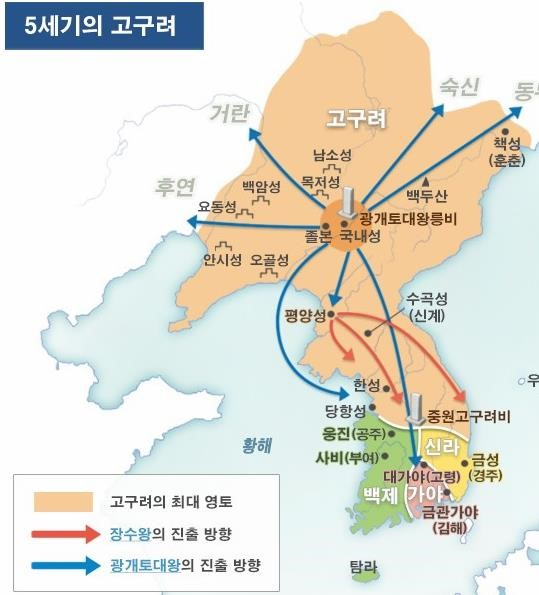
5세기의 고구려.

고국원왕의 맏아들 제17대 왕 소수림왕은 전진과 교류하여 한국 최초로 불교와 도교 등을 도입하고 한국 최초의 교육기관인 태학(太學)을 받아들여 유교의 이념을 받아들이고 인재를 육성해 관리를 뽑았다. 또한 중앙집권국가의 토대인 율령을 반포하여 고구려를 중앙집권국가로 완성하였다. 소수림왕이 닦아놓은 이러한 제도들을 바탕으로 후임인 광개토대왕과 장수왕이 강력한 국력으로 정복전쟁을 펼칠 수 있게 되었다. 고구려의 광개토대왕이 전연을 공격하였고 전연의 존망이 걸린 전쟁이 시작되었으나 결국 고구려는 요동지역을 정복하게 된다.

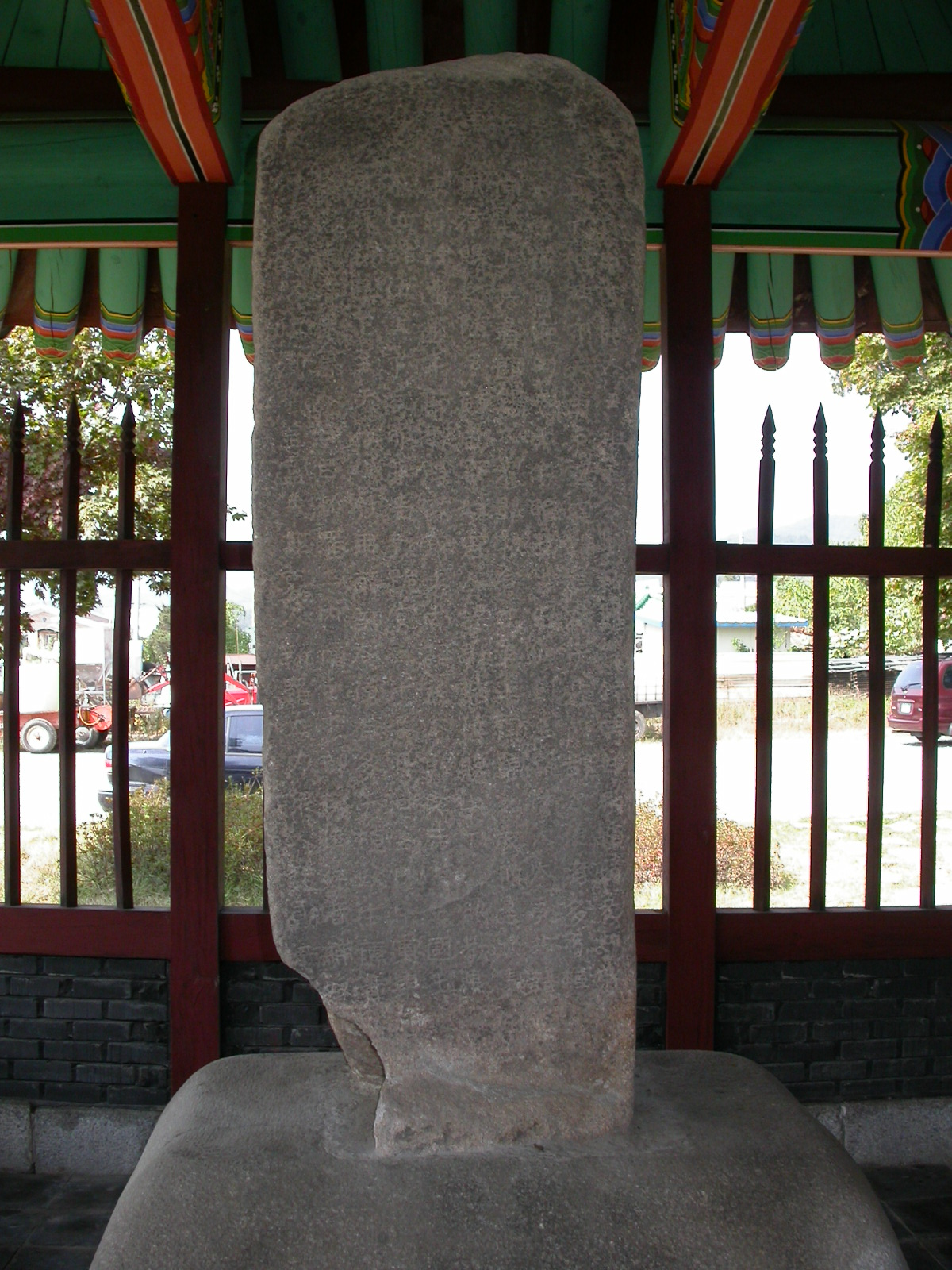
충주의 충주 고구려비

소수림왕의 손자이자 고국양왕의 아들로 태어난 광개토왕은 중국과 일본 등지에서 호태왕(好太王)으로 알려져 있다. 광개토대왕은 17살에 나이에 391년 왕위에 올라 즉위하면서 한국 최초의 연호를 반포해 영락(永樂)이라 명명하고, 또한 군주를 왕에서 태왕(太王)으로 격상해 부르게 하였다. 그 후 바로 정복활동에 나섰다. 고담덕은 18살이던 392년 7월 군사 4만 명을 거느리고 백제의 북쪽 변경을 침략하여 석현성 등 10여 개 성을 함락시켰다. 백제의 왕 진사왕은 광개토대왕이 군사를 부리는 데 능하다는 말을 듣고 나가 막지 못하니 한수(漢水) 북쪽의 여러 부락들이 다수 함락되었다. 승기를 탄 고구려는 10월에 백제 북방의 천혜의 요새이자 중요지인 관미성을 20일에 걸친 포위 끝에 쳐서 함락시켰다. 395년에는 패수에서 백제군 8000여 명을 생포하거나 죽이는 대승을 거두었다. 396년 고구려는 대대적으로 백제를 공격하여 아리수 이북의 58개 성, 700여 개 촌락을 점령하고 위례성을 포위하였다. 이때 백제 아신왕에게서 '영원한 노객(奴客)이 되겠다.'는 항복을 받아 아신왕의 동생과 백제의 대신 10명을 인질로 잡고 백제를 사실상 속방으로 만들어 개선하였다.
거란을 정벌하여 소수림왕 8년(378년)에 거란의 침입으로 잡혀갔던 1만 여 명의 백성들을 되찾는다.(392년 9월)395년에는 염수(鹽水)로 진출하여 거란족 패려(稗麗)를 정벌하여 복속시키고 수없이 많은 소, 말, 양떼들을 노획하였다. 일부 학자들은 《삼국사기》의 거란 정벌(392년)과 광개토왕릉비의 비려 정벌(395년)을 동일한 사건에 대한 기록으로 보기도 한다.
한편 398년에는 숙신을 정벌하여 동북 국경 지대를 안정시켰다.
광개토대왕은 399년에 평양으로 순행하였다. 백제와 왜, 가야는 신라를 공격하고, 신라는 평양으로 사신을 보내 구원을 청하였다. 광개토대왕은 400년에 신라에 5만 대군을 파견하여 백제ㆍ가야ㆍ왜의 연합군을 물리쳤다. 이때 연합군은 금관가야 종발성까지 퇴각하였고, 고구려군은 금관가야 지역까지 쫓아가 연합군을 격퇴시킨다. 학계에서는 이때 금관가야의 세력이 급속도로 약해져, 금관가야가 주도하던 전기 가야 연맹이 붕괴하고 대가야가 주도하는 후기 가야 연맹이 시작되었다고 본다. 고담덕은 400년에 신라를 구원하면서 신라 왕을 내물 마립간에서 실성 마립간으로 교체한다. 이후 고구려군은 백여 년 동안 신라 땅에 머물려 신라에 영향력을 행사하였고, 신라는 고구려에게 조공하는 보호국이 된다. 404년에는 대방(帶方) 지역으로 쳐들어 온 백제와 왜, 가야의 연합군을 궤멸시켰다.
400년 2월에 고구려 주력군이 신라에서 왜군을 격퇴하고 있을 때 후연 왕 모용성은 신성(新城)과 남소성(南蘇城)을 공격한다. 하지만 모용성은 내부에서 살해당했고 이에 고담덕은 보복전을 펼쳐 402년에 후연의 숙군성(宿軍城)을 공격하여 함락시켰으며 404년에도 후연의 용성(現朝阳)을 정벌하여 모용성 모후 정씨(丁氏)와 난왕비를 사로잡고 철수하였다. 비슷한 시기에 연군(燕郡)까지 공격하여 함락시켰다. 연군은 지금의 베이징 근방에 위치한 지역으로 이 기록에 따라 베이징 일대까지 정복했다는 주장이 있다. 이를 회복하기 위해 쳐들어온 후연군을 405년 요동성, 406년 목저성(木抵城)에서 격파하여 요동 점령을 확고히 하였다. 또한 407년에는 5만 군대를 동원하여 후연 군대를 격파하여 막대한 전리품을 노획하고 돌아오는 길에 후연의 6개 성을 점령하였다. 후연(後燕)은 광개토대왕에게 한족(漢族) 공녀들을 상납하였다.
후연을 더욱 압박하기 위해서 남연(南燕)과 우호관계를 맺기도 하였다. 고구려의 압박을 받은 후연은 고구려계인 고운이 모용희를 죽이고 후연을 멸망시켰고 북연을 건국하자 408년에 우호관계를 맺음과 동시에 사실상 북연을 속방으로 삼아 서쪽 국경을 안정시켰다. 410년에는 이미 고구려의 속방이던 동부여(東夫餘)를 완전히 굴복시켰다. 5세기 말에 유연과 고구려가 지두우를 분할하자는 모의가 있었고 그후에 잠시 북위 관련으로 나오고는 고구려가 세력이 강할 때부터 기록이 사라져 있어 고구려에 복속된 것으로 보인다. 이는 고구려가 현재의 동몽골 지역, 아무르강 ,랴오닝성까지 매우 넓은 세력권을 두었다는 것을 보여준다. 실제로 몽골 수흐바타르 아이막에 위치한 다리강가 지역에서 고구려 양식의 성터가 1994년에 발굴된 적 있다.
광개토대왕은 내치에도 힘썼다. 평양을 크게 중시하여 393년에는 9개 절을 평양에 창건하고 399년에는 왕이 직접 평양에 행차하기도 하였다. 409년에는 나라 동쪽에 독산성 등 6개 성을 쌓고 평양의 민호를 옮겨 살게 하였으며 다시 남쪽으로 순행하였다.
또한 역대 왕릉의 정비에 힘써 수묘인(守墓人) 제도를 정비하고 실시할 것을 장수왕에게 유언하였다. 이러한 내치로 광개토왕릉비에는 “나라가 부강하고 백성이 편안하였으며 오곡이 풍성하게 익었다”라 칭송하는 기록을 남기기도 하였다.

### 서진 및 남진정책과 평양천도 (413년-531년)
장수왕은 광개토대왕의 아들로, 휘는 고거련(高巨連)이다. 연가(延嘉), 연수(延壽), 건흥(建興) 등의 연호가 새겨진 유물이 일부 발견되고 있어 독자적인 연호를 사용하였을 것으로 추정된다. 414년에 광개토왕릉비를 건립하여 광개토대왕의 업적을 기렸으며, 장수왕은 내부적으로 왕권의 위상을 높여서 국내성(國內城, 집안)의 귀족세력을 약화시키기 위해 427년 종묘사직을 평양성(平壤)으로 천도하였다. 장수왕은 대성산성(大城山城)을 쌓고 안학궁(安鶴宮)을 건설해 왕실의 위엄을 높이고 왕권을 강화하였다.

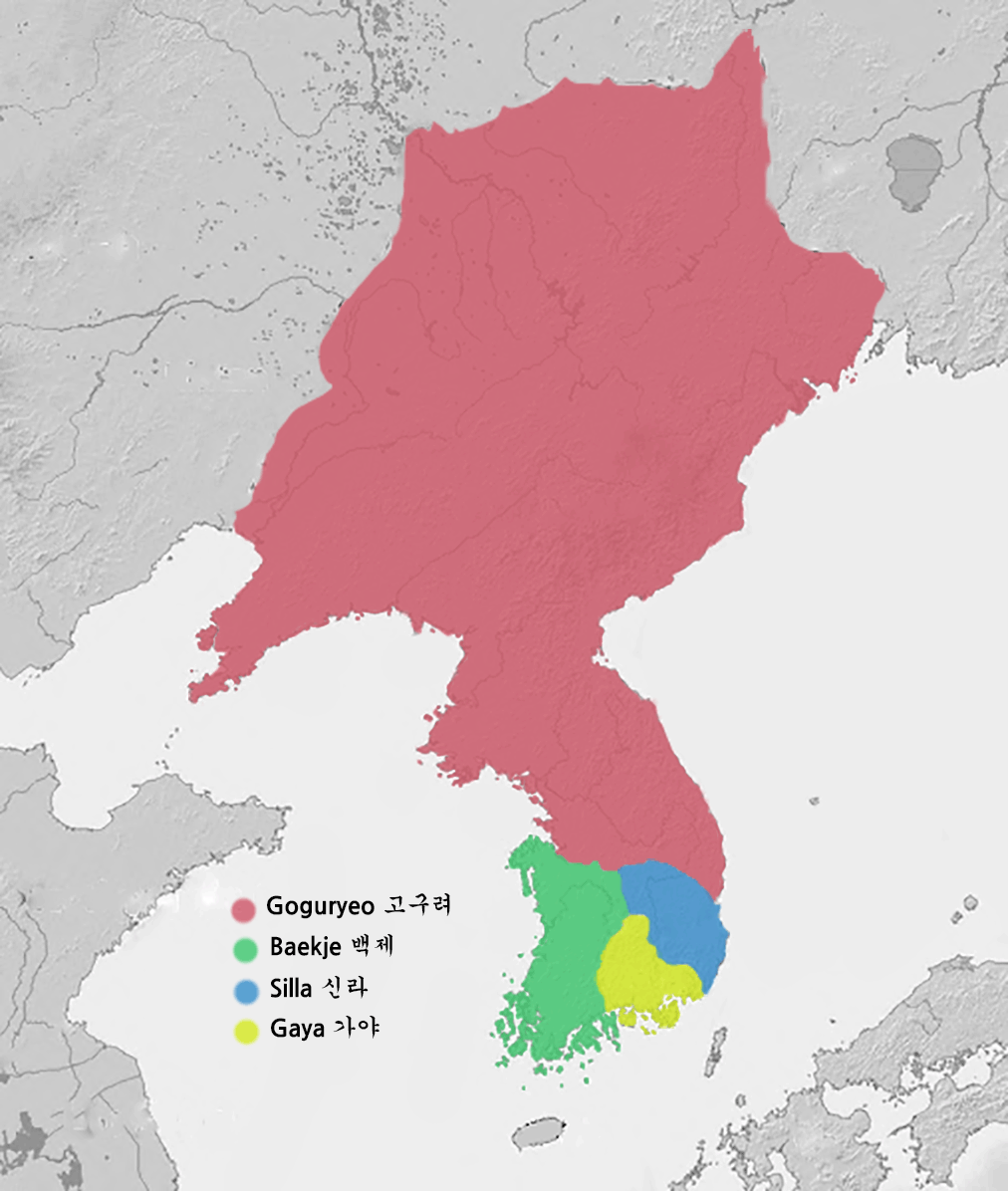
476년경 삼국 시대(三國時代)

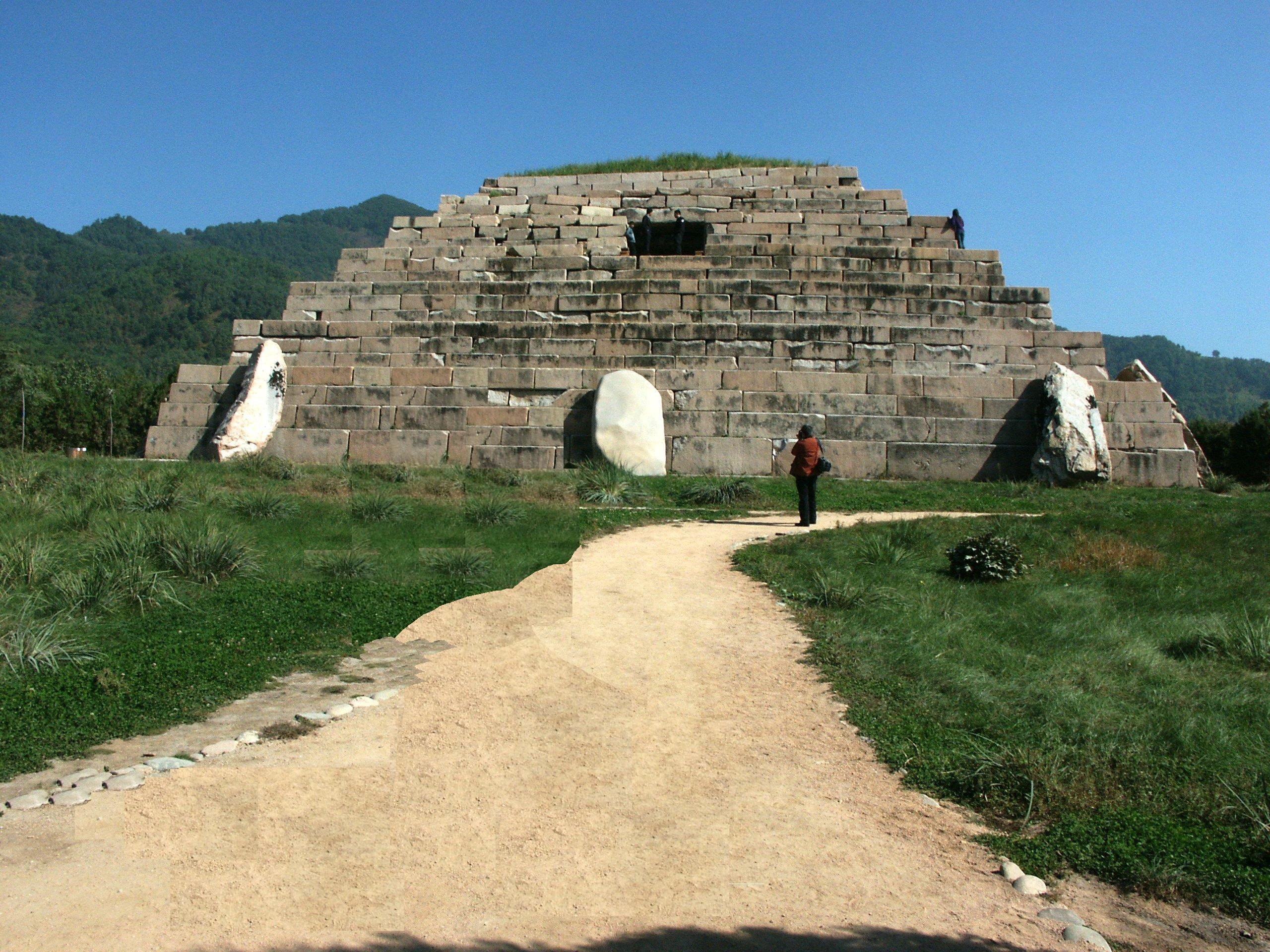
지안의 장군총.

435년, 북위는 북연을 위협하였고 북연의 왕 풍홍(馮弘)은 종주국 고구려에 밀사를 보내 장수왕에게 도움을 요청하였다. 이에 장수왕은 장군 갈로맹광(葛盧孟光)으로 하여금 고구려군 수만 명을 이끌고 쳐들어가서 북연의 수도 용성(龍城)에 있던 모용씨 황제 일가족과 풍홍 그리고 용성 주민들을 전부 고구려 국내성으로 끌고 갔다. 고구려로 끌려온 풍홍은 미천한 대접을 받자 행패를 부렸고 몰래 사신을 보내 송나라에 망명을 요청하였으나, 이 사실을 알게 된 장수왕은 풍홍을 살해하였다. 이때 송나라 사신 왕백구가 군사를 이끌고 고구려군을 공격하여 장수 고구가 죽었는데, 장수왕은 다시 왕백구를 토벌하여 인질로 붙잡았다. 송나라는 왕백구를 송으로 보내달라고 간청하였고 장수왕은 왕백구를 송으로 압송하였다. 고구려와 외교 관계를 망칠 수 없었던 송나라에서는 왕백구를 감옥에 가둬 고구려의 눈치를 보았다.
중국과의 외교 관계가 안정된 가운데 장수왕은 백제를 정벌하는 남진 정책을 추진하였다. 그러나 백제와 신라가 동맹을 맺어 대항하였기 때문에 454년부터 신라와 적대관계가 되었다. 468년에는 신라의 실직주성을 공격하여 점령하였으며, 이듬해에는 백제가 남쪽 변경을 침공하기도 하였다. 또한 유연과 지금의 내몽골 대흥안령 산맥 인근에 위치한 지두우를 분할 점령하려고 했다고 기록되어 있다.
472년, 백제 개로왕은 북위에 사신을 보내 고구려를 공격해 줄 것을 요청하였는데, 북위는 이 사실을 고구려에 알려주었다. 이에 고구려는 백제와 전면전을 준비하는 한편 승려 도림(道琳)을 첩자로 보내 백제의 내정을 정탐하였다. 도림은 바둑으로 개로왕의 환심을 사고 개로왕에게 무리한 토목공사를 일으키게 사주하여 백제의 국력을 소모시켰다. 이러한 물밑작업을 마친 장수왕은 475년에 백제를 공격하여 수도 위례성을 함락시키고 개로왕을 사로잡아 살해하는 큰 승리를 거두고 백제를 다시 속방으로 만들었다. 481년에는 신라를 공격하여 호명성 등 7개 성을 함락시키고 미질부까지 진격하였다.
또한 475년 충주 지역까지 정복하여 국원성(國原城)을 건설하였다. 국원(國原)이라는 말은 '나라의 근원이 되는 땅' 또는 '나라의처음, 본디가 되는 땅'이라는 의미를 갖는다.
말년의 장수왕은 정복 전쟁을 그만두고 내치에 힘썼으며, 중국과의 외교 관계도 계속 우호적으로 유지하여 안정을 구가하였다. 그리고 491년 음력 12월, 98세를 일기로 사망하였다. 이 소식을 들은 북위 효문제는 특별히 직접 애도를 표했으며 관작을 추증하고 강왕(康王)이라 시호를 내렸다.
장수왕의 뒤를 이은 문자명왕 휘 고나운(高羅雲)은 494년 부여의 왕이 처자를 데리고 고구려에 항복하여 부여를 복속시키는 등 장수왕의 정책을 이었으며 문자명왕 치세에 고구려는 최전성기를 구가하였다. 문자명왕의 뒤를 이은 안장왕대까지 고구려는 태평성대를 이뤘으나 안원왕대에 결국 고구려의 외척인 추군 세력과 세군 세력이 자기네 소생의 왕자를 옹립하려고 대판 싸움을 벌이기에 이르렀는데 추군 측이 승리를 거두었으며 결과 세군 측에서 목숨을 잃은 사람이 족히 2,000명이 넘었다고 전한다. 신라의 한강유역 점령의 원인이 되었다.

### 고수전쟁과 살수대첩 (531년-618년)
고구려 제25대왕 평원왕은 559년 즉위하여 도읍을 대성산성(大城山城, 평양직할시 대성산)에서 평양성(平壤城, 현 평양직할시 평양역 주변)로 이전하였다. 한편 북주의 우문옹이 침략해오자 평원왕의 부마인 온달이 막아냈다. 온달은 후에 한국 온(溫)씨의 조상이 되었다.
한편 북주(北周)에서는 568년 양견의 아버지에 양충이 죽자 양견이 대장군과 수국공을 물려받게 되었다. 양견은 우문옹과 뒤를 이은 우문윤의 총애를 받았으며 우문윤이 죽자 권력을 독점하였다. 이미 북주 우문옹이 중국 통일을 진행했었으나, 신중한 양견은 세밀하게 준비했고, 장성을 복구하여 북쪽 돌궐에 대한 방어를 강화했고, 한구(邗溝) 개착(開鑿)으로 회수와 장강을 연결해서 보급로를 확보한다. 뒤이어, 곧 북조 괴뢰정권인 후량을 병합하여 전초기지로 삼았고. 588년 문제는 기어코 진나라에 원정군을 파견하였다. 이 시기 원정군 총사령관은 차남 진왕 양광(후에 수 양제)이었고, 과장이지만 51만 8천이라는 대군으로 다음해(589년) 진나라의 수도 건강을 손쉽게 함락했다. 진나라 황제 진숙보는 우물에 숨지만 잡혔다. 진나라 멸망 이후(184년 황건적의 난 때부터로~ 약 405년) 기나긴 분열 시대가 종결되었고, 수 문제는 마침내 중국을 통일하였다. 사회가 안정되자 인구는 2천600여 만 명(멸망 무렵)에 이르도록 증가했다.
그 해 말에 양견은 수국공에서 수왕(隋王)의 자리에 오른 뒤, 이윽고 다음해 우문천으로부터 선양을 받아 수나라를 건국해 수 문제가 되었다. 이러한 수 문제의 치세를 당시 연호에 의거해 개황(開皇)의 치(治) 라고 불렀다. 수는 변방을 안전시키기 위해 돌궐과 고구려를 견제하였다. 수나라는 고구려에 사신을 보내 고구려의 영토를 염탐하였고, 그 후에도 몇 차례에 걸쳐 사신을 보내 지형을 알아보게 하였다. 이에 평원왕 역시 수나라에 사신을 보내 동태를 살폈으며, 마침내 수 문제가 고구려를 공격하기 위해 비밀리에 군대를 양성하고 있다는 소식을 접하자, 평원왕은 이에 대비하여 방어 준비를 하였다. 수 문제는 이 사실을 듣고 글을 보내 이를 꾸짖었다. 수 문제는 그해 음력 6월에 한왕 양량과 왕세적을 대원수로 임명하고, 주라후에게 수군을 맡겨 수륙군 30만 명을 동원하여 수륙 병진책으로 고구려를 정벌하고자 하였다. 주라후의 수군은 동래에서 출발하여 평양으로 향하였으나 도중에 폭풍을 만나 대부분의 병력을 잃고 철수했다.

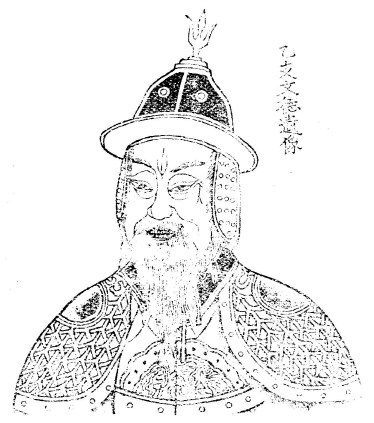
을지문덕(乙支文德).

수나라가 실제로 30만의 대군을 동원한 것에 충격을 받은 영양왕은 수나라에 사신을 보내어 사죄하고 표를 올리어 “요동분토의 신하 아무개”라고 일컬으니 수 문제는 이에 군사를 철회하고 처음과 같이 대우하였다. 문제가 604년 죽자 뒤를 이어 수 양제가 즉위하였다. 양제는 즉위하자마자 대대적인 토목 공사를 일으켰다. 만리장성을 새로이 쌓게 하였으며, 아버지가 중단시킨 대운하의 공사를 재개시켰다. 이 대운하는 북경에서 항주까지 짓는 대공사로, 이에 백성들의 불만이 커져 갔지만 그것도 모자라 양광은 수도 장안 대신 낙양에 동경(東京)을 쌓게 하여 백성들의 노고를 더욱 크게 만들었다. 대운하는 이후 남쪽의 장강과 북쪽의 황하를 연결시켜서 남북 융합에 크게 이바지하기도 했다. 양제는 대외적으로 강경한 입장을 취했다. 북방에서 중국을 넘보는 돌궐과 토욕혼을 공략하는 데 성공하여 영토는 넓어졌다. 그러나 양제는 이것으로도 만족하지 못했고, 고구려에 사신을 보내 조공을 요구했으나 고구려의 영양왕은 이러한 요구를 부당하다 생각하고 거절하였다. 그 후 수차례 사신을 보내 조공과 입조하라고 압력을 넣었지만 고구려는 이에 전혀 응하지 않았다. 이에 양제는 아버지 문제가 축적한 모든 부를 탕진해서 고구려를 공격하고자 했다. 양제는 총3번에 걸쳐 고구려를 공격하였다.
612년 정월 수 양제는 113만 3800명을 이끌고 대대적인 고구려 공격에 나섰다. 출발만 해도 40일이 걸렸으며 그 행렬이 자그마치 1천여리(400km)가 되었다. 좌장군 우문술의 군사 45만명, 우장군 우중문이 이끄는 군사 45만명의 대규모 출정이었다. 그리고 수 양제 자신이 이끄는 군사 수만해도 26만명, 행렬이 200(73km)여리에 달했다. 거기다 병참지원까지하면 약 300만명에 달했다. 그러나 수 양제의 대군은 고구려의 수성전, 청야전과 요동의 혹독한 기후등으로 사실상 와해되었으며, 612년 음력 7월 고구려의 막리지(莫離支, 현 총리) 을지문덕이 살수(薩水, 청천강)에서 우문술, 우중문에 30만 5000명을 괴멸시키고 이어 강이식(姜以式), 고건무(高建武, 영류왕)등 고구려 명장들의 맹활약으로 원정은 막을 내리게 되었다. 이 전쟁을 통해 고건무는 그 공로를 인정받아 영양왕의 뒤를 이어 영류왕이 되었다. 이후 을지문덕의 남은 후손들은 한국의 목천 돈씨(木川 頓氏)가 되었다.
이후에도 수 양제는 고구려를 3차, 4차 침입하였으나 수나라 내부의 반란으로 철수하거나 무마되었다. 고구려와의 전쟁에 필요 이상의 국력을 몰아넣은 수나라는 617년 이연(李淵, 당 고조)등의 반란으로 멸망하였다.

### 연씨집권과 고당전쟁의 발발 (618년-668년)
고구려-수 전쟁에서 2인자에 해당하는 막리지에 있던 을지문덕과 함께 전쟁을 승리로 이끈 일등공신 영류왕은 강경노선이었던 영양왕에 뒤를 이어 즉위한 후 줄곧 친당 노선을 유지해왔다. 왕을 중심으로 국내성과 온건파들이 득세하여 여론을 좌지우지하였다. 영류왕은 당나라와 고구려-수 전쟁 당시 잡혀갔던 양국의 포로들을 교환하고 도교를 수입하는 등 다방면에서 서로 교류하였다. 624년에는 당나라로부터 상주국 요동군공 고구려왕(上柱國遼東郡公高句麗王)에 책봉되기도하여 평양성내의 강경파들의 반감을 샀다. 626년 황태자 이건성을 죽이고 당 고조를 압박해 선위로써 찬탈한 당 태종 이세민이 제위에 오르자 영류왕은 발맞춰 사신을 보내 교류하였다. 백제와 신라가 당에 고구려가 당나라로 가는 길을 막는다고 호소하자, 당은 고구려에 백제와 신라와 화친하라고 종용하였다. 영류왕은 당 태종이 한 요구를 수용해 백제와 신라와 화친하였다.

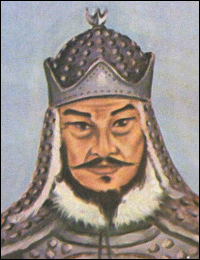
연개소문（淵蓋蘇文）

641년 당 태종은 왕태자의 예방에 답하고자 직방낭중 진대덕을 고구려에 보내겠다는 서신을 보낸 문제로 강경파와 온건파는 재대립하였다. 당의 직방낭중 진대덕은 고구려에 들어와 요수에서 평양성(랴오양시)까지 고구려의 지리를 자세히 관찰하고 각 성에 배치된 군사력까지 면밀하게 조사하는 등 간첩으로서 활동하였다. 사신 진대덕은 고구려에 머물며 수나라와의 전쟁에서 고구려가 이긴 사건을 기념하는 승전탑을 허물고, 전사자의 유골을 모아 장례를 치러서 고구려의 민족감정을 자극하고, 고구려군에 잡힌 수나라 군사들을 만나며 고구려의 실정을 면밀히 조사하였다. 영류왕은 이에 항의하거나 추방을 하지 않고 진대덕에 대한 강경파들의 불만을 무시했다. 당에 귀국한 진대덕은 곧바로 당 태종에게 고구려를 공격하라고 간언하였다.
고구려는 수나라를 뒤이은 당나라와도 대치하였다. 고구려는 당의 공격에 대비하여 천리장성을 쌓았는데, 연개소문은 이 공사를 감독하면서 세력을 키웠다. 이에 위협을 느낀 중앙 귀족이 연개소문을 제거하려 하자 연개소문은 642년 10월 평양성에서 막리지의 난을 일으켜 영류왕을 비롯한 귀족을 모두 살해하고, 보장왕을 왕으로 세운 뒤 2인자였던 막리지보다 더 높은 사실상의 1인자 대막리지라는 직위를 신설하고 그 자리에 올라 정권을 찬탈해 이후 642년부터 668년까지 26년간 연남생, 연남건등이 대대로 권력을 세습하는 연씨정권을 수립하였다. 642년 안시성주(양만춘)이 반기를 들자 연개소문이 군대를 보내 공격하였다.
고구려는 4세기경 소수림왕대에 불교를 도입하고 6세기경까지 국교로 유지해왔으나 7세기경 연개소문이 불교를 탄압하고 승려들을 추방하여 한편으론 당나라로부터 도교를 수입하여 도교를 국교로 장려하였다. 643년(보장왕 2년) 3월 연개소문이 왕에게 아뢰기를, “삼교(三敎)는 비유하자면 솥의 발과 같아서 하나라도 없어서는 안 됩니다. 지금 유교와 불교는 모두 흥하는데 도교는 아직 성하지 않으니, 이른바 천하의 도술(道術)을 갖추었다고 할 수 없습니다. 엎드려 청하오니 당나라에 사신을 보내 도교를 구하여 와서 나라 사람들을 가르치게 하소서.”라고 하였다. 대왕이 매우 그러하다고 여기고 표(表)를 올려서 도교를 요청하였다. 당 태종이 도사(道士) 숙달(叔達) 등 8명을 보내고, 이와 함께 노자의 도덕경을 보내주었다. 왕이 기뻐하여 불교 사찰을 빼앗아 이들을 머물도록 하였다.
연개소문이 불교를 탄압한 것에 대해선 여러 가지 시각이 있으나 4세기 소수림왕이 불교를 들여오고 300년의 기간동안 고구려의 국교였기 때문에 그 세력이 강하고 정계에도 그 힘이 깊숙히 뿌리내렸던 것으로 보인다. 연개소문은 도교를 통해 불교세력을 견제하려하였고, 이에 650년 고구려의 반룡사 승려 보덕이 백제로 이민가는등 고구려에서 불교세력이 축출되었다. 이후 고구려 역사에서 불교인이 등장하는 것은 연씨정권의 3대 대막리지였던 연남건의 책사(군사)로 활동한 신성 (승려)이 있다.
이후 연개소문은 대외 강경책을 펼쳐 648년 신라와 당나라가 연합하는 빌미를 제공하였다. 644년 11월, 당 태종은 옛 한군현을 되찾고 난신적자 연개소문을 치겠다며 수륙 양면으로 약 50만 명에 달하는 대규모 원정군을 편성해 공격을 시작했다. 이때 당군은 각종 공성용(攻城用) 기구를 총동원했다. 당 태종은 다음해 2월에 낙양(洛陽)을 출발하여 직접 원정길에 올랐다. 이세적이 이끄는 선발대와 당 태종이 직접 지휘하는 친정군, 그리고 장량이 지휘하는 수군으로 크게 3갈래로 침입해 왔으며 요동성을 점령한 뒤 안시성 방면으로 진군하였다. 645년 6월 20일 고구려는 고정의, 고연수, 고혜진이 이끄는 15만의 대군을 주필산에 보내 당 태종의 10만 대군과 싸우게 하였다. 그러나 당 태종의 전술에 속아 고구려군이 패배하여 3만여 고구려군이 투항하였다. 당 태종의 도합 20만 대군은 주필산 전투에서 승리한 후 안시성으로 진군하였다.
그러나 안시성 전투에서 안시성주(양만춘)에게 가로막혀 실패하였다. 이날 토산 전투, 그리고 그 뒤 펼쳐진 토산 쟁탈전에서 당군 수만 명이 목숨을 잃었고 고구려의 피해도 만만치 않았다. 또 3일간의 토산 쟁탈전 이전의 석달간 공방전에서 당군은 하루 2~3천 명의 피해를 입었다고 전해진다. 하루 피해인원을 평균 2500명이라 쳐도 무려 20만이 넘는 사상자를 낸 것이었다. 고구려측도 안시성 군사 중 요서전에 따라갈 수 있을만한 인원이 3만이 채 안되었다고 한다. 전투는 그만큼 치열했는데, 당 태종이 안시성주 양만춘의 화살에 맞아 한쪽 눈을 잃었다는 야설도 있다. 당의 공격을 막아낸 안시성의 성주에 대하여 역사서에는 어떠한 자료도 없이 그냥 "안시성의 성주"로만 기록되고 있었다. 특히 《삼국사기》의 저자 김부식은 안시성주에 대해 크게 칭송하면서 이름이 남아있지 않은 것을 한탄하였다. 그러나 조선 시대 송준길(宋浚吉)의 《동춘당선생별집》과 박지원의 《열하일기》에는 안시성 성주의 이름을 "양만춘(梁萬春)" 혹은 "양만춘(楊萬春)"이라고 밝히고 있다.
이후에는 당나라가 소모전으로 지속적으로 고구려를 공격해 왔으나 그 때마다 격퇴하였다. 하지만 동맹국인 백제가 신라·당 연합군에게 패하였고 고구려는 국제적으로 고립되었다. 백제를 멸망시킨 그 이듬해인 661년(보장왕 20년)에 당나라는 고구려를 공격하였고 평양성이 포위되는 위기를 처했으나 당나라군을 패망시키고 고구려는 승리하였다. 고구려의 국력은 쇠퇴해 가고 있었고 무천진 선비족이 한족들을 예속시켜 세운 당나라는 국력이 세지고 있었다. 60여 년에 걸친 수·당과의 전쟁으로 백성의 생활은 파탄에 직면했고, 국가 재정은 파탄하였다. 그 위에 동맹국인 백제의 멸망과 고구려 지배층의 내분은 더욱 그 국력을 약화시키고 있었다.
664년에서 666년 사이, 보장왕 23년 ~ 25년 연개소문이 죽고 맏아들 연남생이 부친을 대신하여 막리지가 되었다. 연남생은 아버지의 대를 이어 대권을 장악한 뒤, 지방의 여러 성을 순시하였다. 이 틈을 타 동생 2남 연남산·3남 연남건이 정변을 일으켜 수도를 장악하였다. 이후 형 연남생의 아들 연헌충을 죽이고 왕명을 빌려 소환하자, 연남생은 국내성으로 달아났다. 그 곳 세력을 규합해 고구려 중앙정부에 대한 반격에 나섰다. 먼저 오골성(烏骨城)을 치는 한편 당나라에 대형(大兄) 불덕(弗德)을 보내 구원을 요청하려 하였으나 요동을 통과하지 못하였다. 고구려 중앙정부의 압력이 가해지자, 연남생은 남으로 내려가 고구려 수도 평양을 치는 대신 서북 요동방면으로 진로를 바꾸었다. 연남생은 또다시 대형 염유(冉有)를 다시 당나라에 보내 구원을 청하였으나 회답이 없자, 이번에는 아들 연헌성을 당나라에 보내어 거듭 구원을 청하였다.
666년 6월, 마침내 당 고종이 좌효위 대장군 계필하력으로 하여금 군사를 거느리고 나가 연남생을 맞이하게 하였다. 연남생은 이에 고질, 고현, 책성도독 이타인, 고족유 등 국내성의 귀족들 및 부하들을 데리고 탈출하여 당 나라로 도주하였다. 666년 6월 7일, 우효위대장군 계필하력을 요동도안무대사로 임명하여 병사를 이끌고 연남생을 지원한다. 연헌성을 우무위장군으로 임명하여 길안내를 맡게 한다. 한편 고구려에서는 666년 8월, 보장왕이 연남건을 대막리지로 삼아 내외의 군사에 대한 직무를 겸직하도록 하였다. 666년 12월, 고구려가 형제간 내부 권력투쟁이 발생하는 동안 연개소문의 동생이자, 연남생·연남건 형제의 숙부인 고구려의 대신 연정토가 고구려 남쪽의 12성, 763호, 3,543명을 데리고 신라에 투항해 버렸다. 북쪽에서는 연남생이 당에게, 남쪽에서는 연정토가 신라에게 각각 투항하여 고구려 심각한 내부 분열로 위기를 맞게 된다. 연남산과 보장왕은 끝내 항복해 결국 668년 고구려는 나·당 연합군에게 멸망하였다. 그 후 고구려인들은 당나라 내륙으로 이동되었고 당나라는 안동도호부를 설치해 중앙에서 고구려 영토를 통치했다.}}

### 집단 이주 당한 고구려 지배층
669년 당나라는 고구려 지배층을 중심으로 약 3만호를 중국의 오르도스 지역 등으로 집단 이주시켰고, 그 흔적이 실크로드에 남아 있다.

### 고구려 부흥운동
668년 고구려가 멸망한 뒤 고구려 왕족 안승과 검모잠 등이 고구려 부흥운동을 일으켰다. 그러나 얼마 가지 않아 내분이 일어나 안승이 검모잠을 죽이고 고구려 백성 4천호(추산 2만명)와 함께 신라에 귀순하는 사태가 벌어졌다.
신라의 문무왕은 안승과 고구려 유민들을 금마저(전라북도 익산)으로 옮겨 살게 하고 안승을 보덕왕(報德王)에 봉했다. 보덕국은 신라의 번속국(藩屬國)으로 있으면서 고구려와 동일한 5부와 관등 체계를 갖추고 나당 전쟁에 참전하거나 일본과는 견고려사(遣高麗使)라는 이름으로 사신을 주고받는 등 대내외적으로 활발한 활동을 벌였다. 그러나 683년 신라 신문왕이 안승을 수도 경주로 불러 소판(蘇判) 관등과 김씨성을 부여하고 집과 토지를 주며 수도에 거주하게 하자 이에 불만을 품은 보덕국의 장수 대문이 금마저에서 난을 일으켰지만 신라에 진압되어 흡수되었다. 보덕국 멸망 후 고구려 귀족과 유민들은 신라의 9주5소경 중 하나인 남원경(전라북도 남원)으로 이전되었다. 이 과정에서 고구려의 현악기인 거문고가 전래되었다.

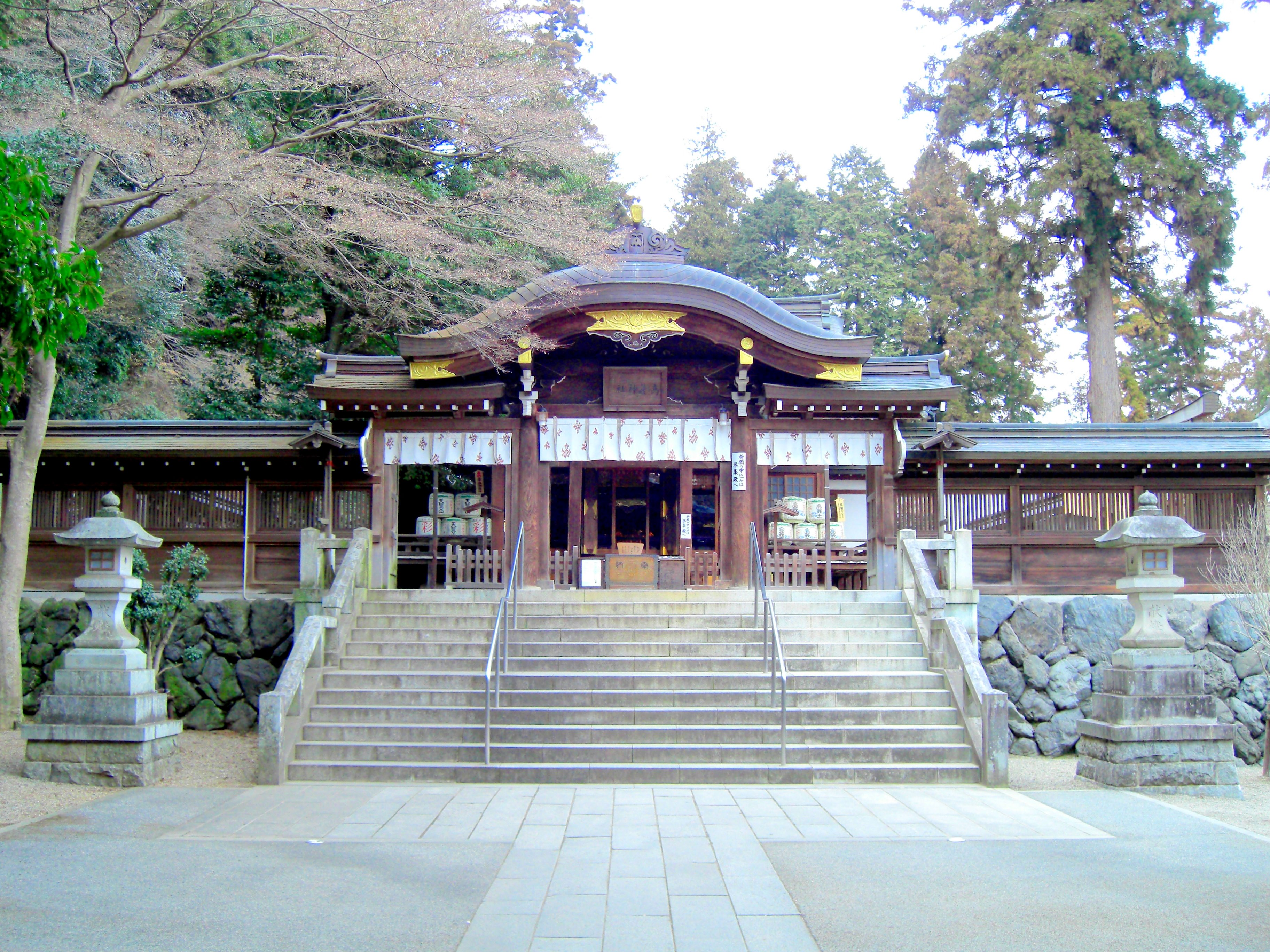
고마 신사(高麗神社).

한편 8세기 말~9세기 초에는 요동 지역에서 고구려 유민들이 세운 것으로 추정되는 나라(소고구려)가 등장하기도 했지만 고려국에서 사신을 보냈다.같은 단편적인 기록 외에는 관련 기록이 없어서 국가 성립 과정과 배경, 멸망 시기 등은 알 수 없다.
고구려 부흥 운동은 실패로 끝났으나 698년에 성립된 발해와 918년에 성립된 고려는 고구려를 계승한 국가이다.

### 고구려 유민들의 일본 망명
한편 1,799명의 또 다른 고구려인들은 일본으로 망명했다. 다이호 3년(703년)에 일본 조정은 고구려의 왕족이자 보장왕의 아들로 추정되는 고약광(고마노 잣코)에게 고마노고키시(高麗王)라는 가바네(姓)를 주었다. 덴표쇼호(天平勝寶) 2년(750년)에는 고구려 광개토대왕의 5대 손 배내복덕의 후예 다카쿠라노 후쿠노부 등의 일족에게 고마노아손(高麗朝臣)의 가바네를 내렸는데, 아손이라는 가바네를 도래인에게 내리는 것은 당시 일본에서는 이례적인 것이었다. 그 뒤 후쿠노부는 다시 성을 다카쿠라(高倉)로 고쳤다. 또한 약광의 자손은 대대로 고마 신사의 궁사(宮司)를 맡아 오늘날까지 이어져 현대의 고마씨(高麗氏)가 되었다.
한편 고약광을 기리기 위해 세워진 고마 신사(高麗神社)는 "출세하고 싶으면 고마 신사에 가서 빌라"는 속설이 있을 정도로 일본에서는 명소이다. 하마구치 오사치, 와카쓰키 레이지로, 사이토 마코토, 고이소 구니아키, 시데하라 기주로, 하토야마 이치로가 참배한 뒤에 총리에 임명되었기에, 출세명신(出世明神 슛세이묘진[*])이라 하며 숭상하고 있다. 1990년대에는 "큰 사건이 있을 땐 고마 신사에 가서 빌어야 수사가 잘 풀린다"는 얘기가 퍼져, 도쿄지검·도쿄고검 검사들이 줄줄이 참배하기도 했다. 연간 40만명의 참배객이 거쳐갈 정도이며, 그중에서도 많은 유명인사와 연예인들이 자주 참배하는 곳이기도 하다.

## 정치
고구려가 부족 연맹체적인 지배 체제에서 벗어나 고대 국가로서의 관료 조직을 갖추게 된 것은 대체로 율령 정치가 시작된 소수림왕 때의 일이며, 그것이 더욱 정비된 것은 고구려가 수도를 평양으로 옮긴 이 후의 일이라고 여겨진다. 고구려의 중심 세력은 본래 소노(消奴)·절노(絶奴)·순노(順奴)·관노(灌奴)·계루(桂婁)의 5부족으로 형성되었다고 한다. 이때의 왕은 부족 연맹장이 되었다. 왕은 선출에서 세습제로 변하였는데 초기는 소노부에서 동명성왕 이후는 계루부에서 세습하였다 한다.
초기에는 국왕 밑에 상가(相加)·대로(對盧)·패자(沛者)·주부(主簿)·우대(優台)·승(丞)·사자(使者)·조의(皁衣)·선인(先人) 등을 두었는데, 이 관계(官階)는 그 후 발전 과정을 통하여 427년 평양천도 이후에 재정비되었다. 관료의 등급은 대체로 12등급으로 분화·발달되었는데 대대로(大對盧)·태대형(太大兄)·울절(鬱折)·태대사자(太大使者)·조의두대형(皁衣頭大兄)·대사자(大使者)·소형(小兄)·제형(諸兄)·선인(仙人) 등으로 나뉘었다. ‘형’은 연장자로, 가부장적(家夫長的) 족장의 뜻을 나타내며 부족 연맹에서 고대 국가로 전환하면서 여러 족장 세력을 이러한 관등에 흡수한 것 같다. ‘사자’가 붙은 것은 씨족원으로부터 등용된 것으로 공부(貢賦) 징수의 직역(職役)을 뜻하는 것 같다. 대대로와 막리지(莫離支)는 수상격인 고구려 최고의 관직으로 대대로가 평시 행정 담당의 수상이다. 막리지 밑에는 고추대가(古雛大加)·중외대부(中畏大夫)·대주부(大主簿)등을 두었는데 각각 내정(內政)·외정(外政)·재정(財政)을 맡아보았다.
지방은 동·서·남·북·중의 5부(部)로 나누고, 5부에는 욕살(褥薩)이라는 부왕(副王)급 군관(軍官)과 처려근지(處閭近支)라는 행정관이 파견되었다. 이들은 각 내부의 여러 성주(城主)를 통솔하여야 했다. 원래 부족 세력의 근거지였을 여러 성(170)은 고구려 왕국의 사적·행정적 단위로 통합되어 있었고 또 부세(賦稅) 등 지방민에 대한 통치가 행해지기 마련이었다.
고구려에는 귀족 회의의 하나인 제가 회의도 있었다.

## 행정
고구려는 교통로를 매개로 지방통치조직을 정비하였다.
백제, 신라로부터 육로를 이용해 적대적인 고구려 등의 북쪽 나라를 거쳐 중국으로 간다는 것은 몹시 위험한 일이었다.

### 행정 조직
초기의 5부족은 그대로 행정구역으로 발전, 수도와 지방을 5부로 나누었다. 계루부(桂婁部)는 내부(內部)·소노부(消奴部)는 서부(西部)·절노부(絶奴部)는 북부(北部)·순노부(順奴部)는 동부(東部)·관노부(灌奴部)는 남부(南部)라 하였다. 5부 밑에는 성(城)이 있었다.
부에는 욕살(褥薩)이라는 군관(軍官)과 처려근지(處閭近支)라는 행정관이 파견되었고, 이들은 각 부 내의 여러 성주(城主)를 통솔했다.
그 밑에 각 이원(吏員)이 있어 사무를 분장하였다. 문무의 구별이 체계화되지 못하였던 고구려는 부족 세력의 근거지였던 여러 성을 행정적·군사적 단위로 편성하였던 것같다.
5부를 중심으로 하여 기내(畿內)의 뜻인 듯한 내평(內評)과 기외(畿外)의 지방을 의미하는 외평(外評) 제도가 있었다. 또한 평양 천도 후에는 평양 이외에 국내성(國內城, 통구)과 한성(漢城, 재령)의 별경(別京)이 있어 삼경제(三京制)가 완성되었으며, 남진정책을 운영하며 국원성(國原城)같은 거점 도시를 설치하였다.

## 군사
군제(軍制)는 귀족개병제와 유사한 형태로서 국왕이 최고 사령관으로 군사조직도 일원적으로 편제되어, 국내성·평양·한성(漢城: 재령)의 3경(三京)과 각 성에 상비군을 두고, 변방에 순라군을 두었다. 군관으로는 대모달(大模達)·말객(末客) 등이 있으며, 상비군의 보충은 경당(扃堂)이라는 청년 단체가 맡았다.

#### 군사 무기
주요 발사 무기로는 고구려에서 국궁과 각궁을 사용했다. 또한 석궁을 사용하기도 하였다. 성을 방어할 때는 투석병이 있었다. 도끼창(미늘창)을 병이했다. 고구려의 보병은 창과 칼 두 가지 무기를 사용했다. 첫 번째는 짧은 양날 변형으로 생긴 창으로 대부분 던지기 위해 사용되었다.
다른 하나는 단일 양날 검으로 한나라의 영향력을 받은 칼자루 안에 있었다. 투구는 중앙 아시아 민족이 사용하는 날개 달린 가죽 및 말꼬리 장식과 유사했다. 갑옷은 미늘갑옷이라 군인이 유연하게 움직일 수 있었다. 또한 신발은 밑에 뾰족하게 된 송곳이 박혀있어 적을 밟을 때 사용했다.

## 사회 및 경제

### 인구
- 구당서, 신당서, 통전 등에는 고구려가 멸망 당시 약 70만 호가 집계되었다고 기록되어 있고 일반적으로 멸망 당시 인구를 300~400만명 정도로 보는 편이다.[109][110][111]

### 형법
고구려에서 통치 질서와 사회 기강을 유지하기 위하여 시행한 형법은 매우 엄격하였다. 반역을 꾀하거나 반란을 일으킨 자는 화형에 처한 뒤에 다시 목을 베었고, 그 가족을 노비로 삼았다. 적에게 항복한 자나 전쟁에서 패한 자 역시 사형에 처하였고, 도둑은 12배를 물게 하였다. 1책12법이라고도 하며 부여와의 공통점이다. 고구려에서 범죄가 적고 감옥이 없었던 것은 이 때문이다.
남의 가축을 죽인 자는 노비로 삼거나, 빚을 갚지 못한 자는 그 자식을 노비로 만들어 변상하는 경우도 있었다. 그리고 중대한 범죄자가 있으면 제가가 모여서 논의하는 제가 회의를 통하여 처벌하였다. 이렇게 엄격한 형법을 적용하였기 때문에 법률을 어기거나 사회 질서를 해치는 자가 극히 드물었다.

### 신분제
고구려의 사회 계급은 귀족·호민, 하호·노비로 구성되어 있었다.
정치를 주도하며 사회적으로 높은 지위를 누린 계층은 왕족인 고씨를 비롯하여 5부 출신의 귀족이었다. 이들은 그 지위를 세습하면서 높은 관직을 맡아 국정 운영에 참여했다. 또한 각기 넓은 토지를 소유하였으며, 조의·선인·대사자·상가·고추가 등 관리를 거느리고 있었다. 또한, 신분 계급에 따라 집과 의관(衣冠)에 차이가 있었다.
일반 백성인 평민은 소족장 출신이자 지배 계층인 호민(豪民)과 피지배계층인 하호(下戶)로 구분되며, 이들은 대부분 농민이었고, 토지 경작과 함께 납세와 병역의 의무를 지며, 토목공사에도 동원되었다. 하호(下戶)는 전근대기에 촌락을 구성하던 농민층을 가리키는 역사용어이다.
중국에서는 여러 시대에 걸쳐 평민을 가리키는 표현 중 하나로 널리 사용되어 왔으며, 우리나라에서도 중국의 하호와는 다르긴 하나 하호란 용어를 사용한다. 삼국지 부여조의 기록에는 부여의 읍락에는 호민이 있고, 하호라 이름하는 것은 모두 노비나 다름없다고 한다. 부여-고구려 계통의 하호는 좌식자(坐食者)와 같은 지배층에게 식량 등을 바치는 자였으며 아마도 평민과 노비를 함께 이르는 말이었다. 삼국지 위서 동이전에서 대가(大家)는 농사를 짓지 않으며 좌식자가 1만여 명이고, 하호는 물고기, 소금, 식량을 날라 와 공급한다고 되어 있으며 하호는 일반적으로 무기를 들고 적과 싸우는 것이 금지되었다. 태평어람에 인용된 위략에서의 대가는 농사를 짓지 않으며, 하호는 부세를 바치는데 노객(奴客)과 같은 처지이다.
후한서 동이전 부여조에서는 읍락이 모두 제가에게 종속된 것으로 보며 이는 우리나라의 특유의 귀족적 성격을 증명한다. 부여계의 경우 계층구성이 왕과 상층의 귀족계급으로서 제가·사자 등 관료계층이 있었고, 그 밑에 족장층인 호민층과 평민들인 하호, 그리고 최하층의 노예로 구분되어 있었는데 대체로 우리나라 귀족들은 호민을 제외한 평민과 노비를 딱히 구분하지 않아서 하호군은 당시의 노예군을 형성하고 있었다고 본다. 그들은 또한 법률로 그렇게 정해졌다고 한다.
한국민족문화대백과에 의하면 현재까지 제기된 하호에 관한 설은 크게 세 가지로 분류된다. 노예, 농노, 평민이다. 학자들은 중국식 하호와 우리나라식 하호를 구분하는 편이며 평민과 노예가 섞인 수드라와 비슷한 계층으로 보기도 한다.
광개토왕릉비에 의하면 묘지기는 거래의 대상이자 천한 일이었으며 광개토대왕은 고구려인들이 묘지기로서 거래되는 일을 금하고 이를 어기면 처벌로써 형벌을 받거나 거래자가 묘지기가 되게 하였다. 대신 대왕은 정복하거나 약탈한 한인과 예인을 묘지기로 삼게 하였다. 그는 한인과 예인만을 묘지기로 삼았으나 이들을 감시하는 고구려인들도 묘지기로 있었던 것으로 보인다.

### 토지 제도
영역 내의 모든 토지는 왕토(王土)라는 의미에서 토지 국유의 원칙이 세워지고, 이 원칙에 입각하여 토지는 분배되었다. 왕실 직속령(直屬領)이었던 것은 물론 전쟁시의 뛰어난 훈공에 의해서 국왕으로부터의 상사(賞賜) 형식으로 수여되는 사전(賜田)이나 식읍(食邑)은 귀족의 대토지 소유의 원천이 되었다. 사전(賜田)은 세습적인 상속이 인정되었고, 식읍은 자손에게 상속될 수 없었으며, 이들 토지 수급자(受給者)는 국가에 조세(租稅)를 납부하였다. 귀족에 의한 토지의 사적지배(사유화 과정)는 족장(귀족)·사원(寺院)을 중심으로 장원(莊園)이 확장되었다. 그리하여 귀족은 토지뿐 아니라 경작하는 예민(隸民)까지 마음대로 지배하였다.

### 경제
고구려의 산업은 농업을 위주로 했으며, 국가에서는 농업을 장려하였다. 그러나 농사를 담당한 것은 피지배계급인 일반 농민이었다.
고구려의 세금제도는 세(稅)와 조(組)가 있었는데, 인두세에 해당하는 세로 포목 5필에 곡식 5섬을 받았고, 조는 민호(民戶)를 3등급으로 나누어 상호가 1섬·중호가 7말·하호는 5말을 내었다.

### 언어
고대 중국의 사서 양서와 남사에 의하면 고구려의 언어는 경기 지방을 지배한 백제와 동일하였다.
고구려 금석문에도 역시 한문의 어순과 다른 일종의 변체한문(變體漢文)이 쓰여져 한국어의 요소를 일부 지니고 있음이 확인된다. 고구려 한성평양에서 만들어진 고구려 평양성 석편 제4석에 쓰인 한문을 보면 中,節,之는 한문법에 맞지 않는 부적절한 글자들로 각각 '中'는 -에, '節'은 -때에, '之'는 한국어의 종결어미 '-다'의 영향을 받아 쓰여진 것으로 충주 고구려비에서도 확인된다.

### 풍습

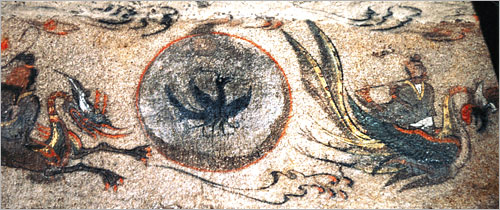
고구려 삼족오

고구려는 압록강 중류 유역, 졸본에서 나라의 기틀을 마련하였다. 이 곳은 산간지역으로 식량 생산이 충분하지 못하였다. 따라서 일찍부터 대외 정복 활동에 눈을 돌렸고 사회 기풍도 씩씩하였다. 그리하여 고구려 사람은 절할 때에도 한쪽 다리를 꿇고 다른 쪽은 펴서 몸을 일으키기 쉬운 자세를 취하였고, 걸을 때도 뛰는 듯이 행동을 빨리 하였다.
고구려 지배층의 혼인풍습으로는 형사취수제와 함께 서옥제(데릴사위제)가 있었는데, 3세기 들어 사라졌다. 형사취수제는 부여와의 공통점이다. 초기에는 남자가 처가 옆에 마련한 서옥(사위집)에 들어갈 때에 돈과 옷감 등을 예물로 처가에 주었으나, 그 이후 남녀 간의 자유로운 교제를 통하여 결혼했는데 남자 집에서 돼지고기와 술을 보낼 뿐 다른 예물은 주지 않았다. 만약 신부 집에서 재물을 받은 경우 딸을 팔았다고 여겨 부끄럽게 생각하였다. 그리고 건국 시조인 동명성왕과 그 어머니 유화부인을 조상신으로 섬겨 제사를 지냈고, 10월에는 추수감사제인 동맹이라는 제천행사를 성대하게 열었다.
《삼국지》〈위서〉동이전 고구려조에 따르면, 동맹 때에는 “나라 동쪽에 큰 수혈(隧穴)이 있어, 10월에 국중대회(國中大會)를 열고 수신(隧神)을 제사지내며, 목수(木隧)를 신좌(神座)에 모신다.”라고 기록되어 있다. 수신은 주몽의 어머니로 민족적인 신앙의 대상이며, 목수는 나무로 만든 곡신(穀神)을 의미한다. 전 부족적인 제례(祭禮)였던 이 의식에서는 부족원이 무리를 지어 연일 가무를 즐겼다고 한다.
고구려에서는 항상 봄 3월 3일이면 낙랑의 언덕에 사람이 모여 사냥을 하고, 잡은 돼지와 사슴으로 하늘과 산천의 신에게 제사를 지냈다.

## 문화

### 복식
지배층의 복식은 한나라(漢)·흉노에서 수입한 비단과 금·은으로 장식되었고, 전사(戰士)는 머리에 쓴 적관(冠)에다 깃털을 꽂는 이른바 절풍(折風)을 썼는데 많이 꽂혀있을수록 높은신분을 나타낸다 고구려인은 또한 거대한 분묘와 석총(石塚)을 만들었고, 많은 물건을 시체와 함께 부장함

### 한문학
한자와 한문학은 삼국 중에서 가장 이르게 들여왔으며, 372년(소수림왕 2년)에는 이미 국가에서 유학(儒學)의 교육 기관으로 "태학"(太學)을 세웠고, 민간에서는 각처에 경당(扃堂)을 세워 미혼의 자제에게 독서(讀書)·궁술(弓術)을 익히게 하였다. 그리하여 고구려인 사이에는 유교의 경전(經典)이나, 사기(史記)·한서(漢書) 등의 사서(史書)가 읽혀졌다. 옥편(玉篇)·자통(字統)과 같은 사전류(辭典類)가 유포되었으며, 특히 지식인 사이에는 중국의 문선(文選) 같은 문학서가 많이 읽혔다.
한자의 사용에 따라서 국가적인 사서(史書)의 편찬도 일찍부터 행하여졌다. 그리하여 일찍이《유기(留記)》105권이 편찬되었으며, 이것을 600년(영양왕 11년)에 이문진(李文眞)으로 하여금 간략히 하여 《신집(新集)》5권을 편찬케 하였다. 한자 사용의 근거는 통구의 모두루 묘지(牟頭婁墓誌: 414년)의 비문(碑文)과 414년에 세워진 광개토왕비(廣開土王碑)의 약 1,800자(字)의 비문으로 능히 알 수 있고, 특히 광개토왕의 비문은 중요한 사료(史料)가 되고 그 고굴(告掘)한 예서(隸書)의 자체(字體)는 서예(書藝)로도 높이 평가되고 있다.

### 시가
고구려의 시가로는 유리왕(瑠璃王)이 지은 〈황조가(黃鳥歌)〉와 정법사(定法師)의 〈영고석(詠孤石)〉, 을지문덕의 〈여수장우중문시(與隋將于仲文詩: 수나라 장수 우중문에게 주는 시)〉등이 한시(漢詩)로서 전하고, 그 밖에 〈내원성가(來遠城歌)〉 〈연양가(延陽歌)〉 등이 그 이름만 《고려사》〈악지〉(樂志)에 전한다.

### 종교
고구려의 종교는 원시 신앙과 불교·도교로 대별할 수 있는데 원시 신앙으로는 자연물 숭배, 천신(天神)·지신(地神)·조상신(祖上神)의 3신(三神) 숭배와 샤머니즘(shamanism)적 신앙이 있었고, 특히 나라에서는 부여신(河伯女)과 고등신(高登神: 주몽)을 시조신(始祖神)으로 해마다 4회 제사를 지냈다.
불교의 전래는 372년(소수림왕 2)에 전진(前秦)에서 승려 순도(順道)가 불상(佛像)과 불경을 전래한 것이 그 시초이며, 그 2년 뒤에는 다시 동진(晋)에서 승려 아도(阿道)가 들어왔는데, 소수림왕은 초문사(肖門寺)와 이불란사(伊弗蘭寺)를 건립하여 위의 두 불승(佛僧)을 거주케 함으로써 국가적으로 불교를 받아들였다.
불교를 왕실에서 이와 같이 환영하였던 까닭은 불교가 때마침 국민에 대한 사상 통일의 요구에 부합되었을 뿐만 아니라, 불교가 지녔던 호국적(護國的)인 성격이 왕실에 크게 영합되었기 때문이다.
곧 불교는 호국불교(護國佛敎)·현세구복적(現世求福的)인 불교로 신앙되고 발전되었다. 한편, 도교(道敎)는 고구려 말기인 624년(영류왕 7년)에 당 고조(唐高組)가 양국 간의 친선정책으로 도사(道士)를 보내와 전한데서 비롯되었다. 또한 고구려 사신도 벽화를 통해 고구려에 도교가 전래되었다는 것을 알 수 있다.

### 건축과 미술

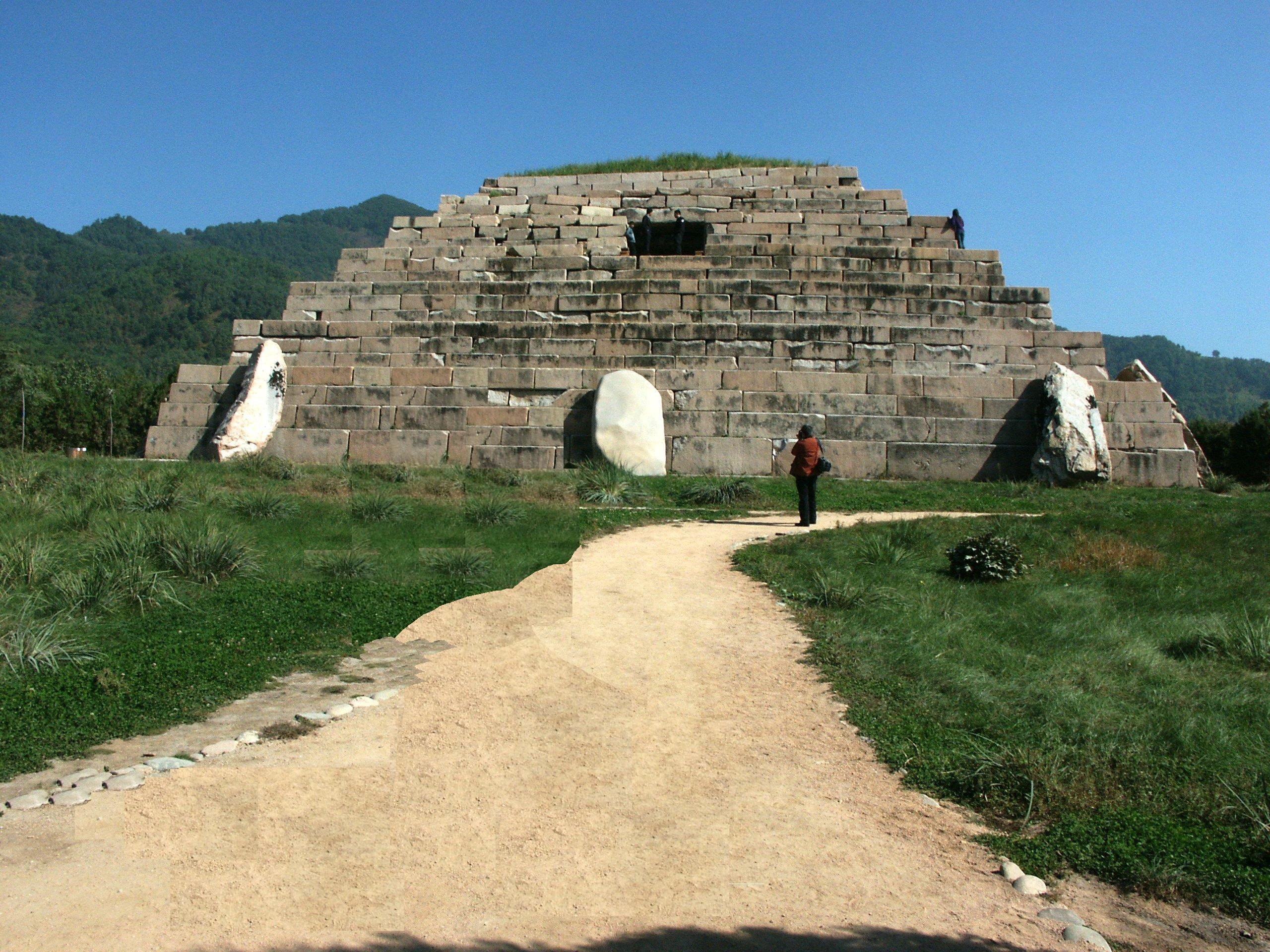
장군총.

고구려는 건축·미술에서는 찬란한 문화를 이룩했는데, 대부분의 유적이 통구와 평양 지방에 집중되어 있다. 궁실(宮室)이나 사찰(寺刹) 등 건축물로서 현존하는 것은 없으나 고분의 구조를 통하여 당시의 귀족 계급의 호화로운 건축을 짐작할 수 있다. 고구려의 고분으로는 석총(石塚)과 토총(土塚)의 두 가지 형식이 있다. 석재(石材)를 피라미드식으로 쌓아 올린 장군총(將軍塚)은 통구 지방에 남아 있는 고구려 석총의 대표적인 유적이다.
관(棺)을 안치한 큰 석실(石室)을 축조하고 그 위에 봉토(封土)를 덮은 토총 형식의 대표적인 것은 평양 부근의 쌍영총(雙楹塚)이다. 이와 같은 석실(石室)의 구조와 벽화(壁畵)에 의해서 고구려인의 건축술과 미술의 기량을 엿볼 수 있다. 곧 쌍영총의 현실(玄室)과 전실(前室) 사이에 세워진 각(角)의 두 석주(石柱)와 투팔천정(鬪八天井), 또 그림으로 나타낸 천정의 장식은 고구려의 건축 양식을 엿보게 한다.

#### 고분 벽화

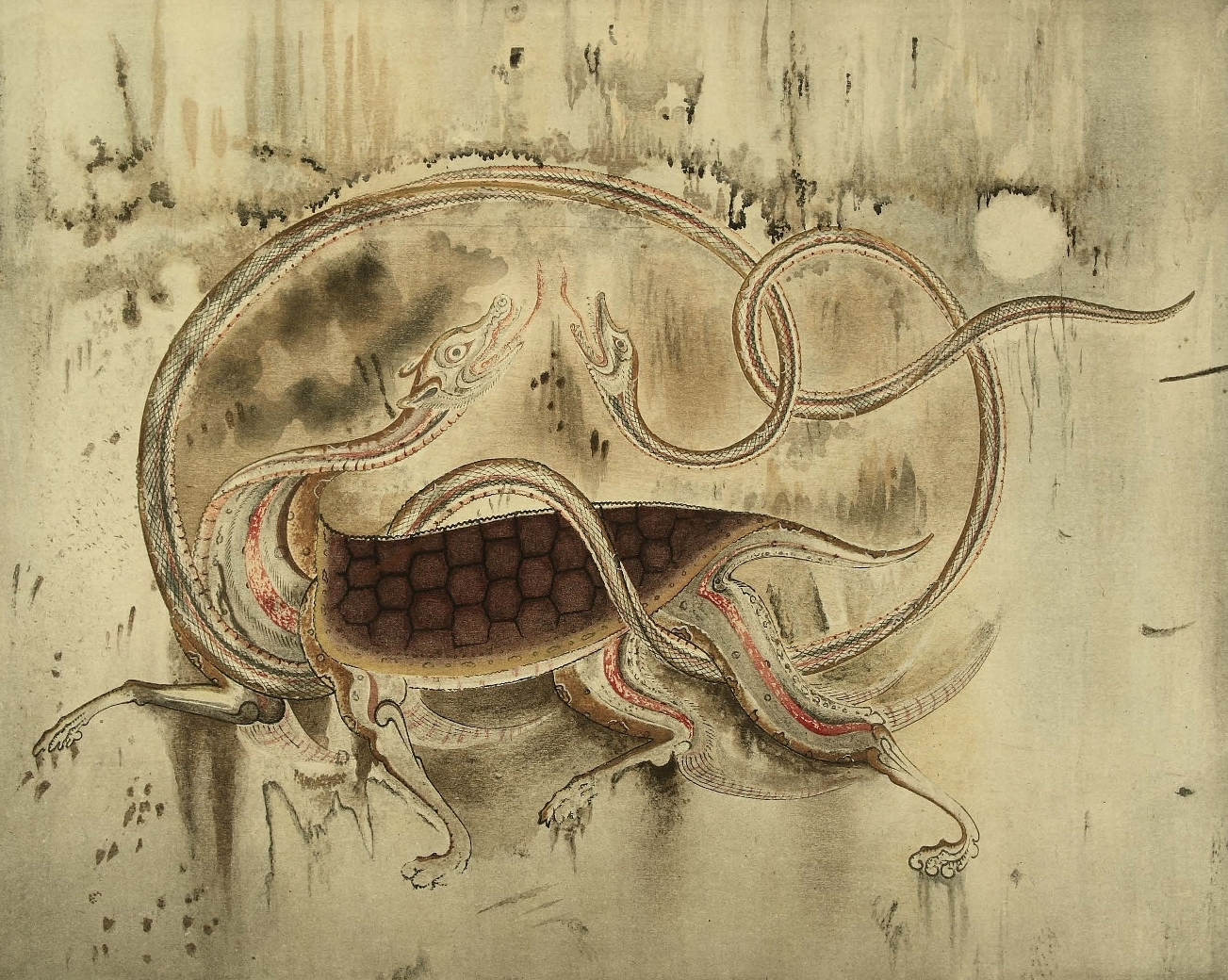
강서대묘 사신도

고구려의 고분 벽화는 고구려인의 신앙·사상이나 풍속·복식(服飾) 등을 설명해 주는 귀중한 자료일 뿐 아니라, 삼국시대 미술의 극치를 이루고 있다. 쌍영총의 섬세·화려한 필치로 그려진 인물화나 무용총(舞踊塚)의 무인(舞人)·가인(歌人)의 그림은 고구려인의 풍속·복식을 잘 나타내고 있으며, 청룡(靑龍)·백호(白虎) 등이 그려진 강서대묘(大墓)의 사신도(四神圖)는 강건한 고구려인의 기질을 잘 나타낸 걸작품으로 평가받는다. 이 밖에 수렵총(狩獵塚)·각저총(角抵塚)·수산리 고분·안악 3호분의 고분 벽화가 건축·미술적으로 높이 평가되고 있다.
해는 고구려의 건국신화에 등장할 정도로 매우 중요한 상징으로, 벽화의 천장에 있는 해와 달은 각각 동과 서를 나타내는 방위 표시이기도 했다. 발견된 총 91기의 고구려 고분벽화 중에서 별자리 그림이 발견된 곳은 모두 22군데이다. 중국은 북극성을 중요시했던 반면, 고구려는 북두칠성을 더욱 중요하게 생각했는데 고구려 고분벽화에서 가장 많이 볼 수 있는 별자리는 바로 북두칠성이다.

### 불교 미술

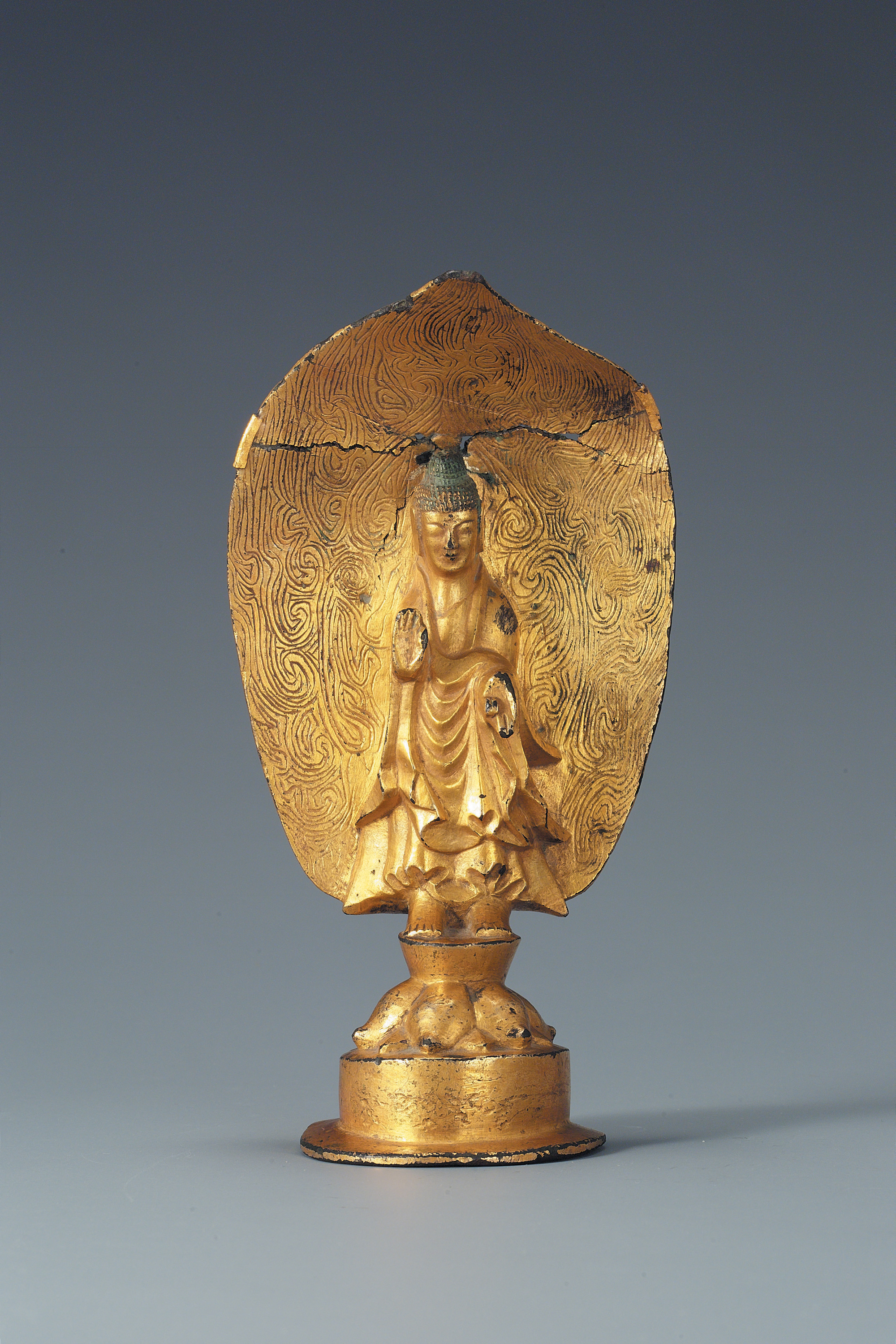
연가7년명 금동여래입상 (국보 119호)

고구려의 불교 미술은 중국의 북위(北魏)풍의 영향으로 불상이나 불화(佛畵) 또는 탑파(塔婆) 등의 미술품이 많았을 것으로 추정된다. 그러나 현존하는 유족이나 유물은 극히 드물다. 1940년에 평양 근처에서 발견된 고구려 금동미륵보살반가사유상(국보 제118호)이나 어느 왕의 연호인지는 불분명하지만 연가(延嘉)7년이라는 고구려 연호가 새겨진 금동여래입상(국보 제119호) 이 국내에 남아 있을 뿐이다. 연가7년명금동여래입상은 장수왕(長壽王: 재위 422~491), 문자명왕(文咨明王: 재위 491~519) 또는 안원왕(安原王: 재위 531~545) 때 제작된 것으로 추정되며, 1965년 경상남도 의령군 대의면에서 발견되었다.
이 외에 중국 요령성 의현에서 출토된 고구려 금동불상도 있다. 이 불상은 을유년에 제작되었다고 새겨져 있으며, '대고구려국'이라는 국명이 적혀 있는데, 을유년이 구체적으로 몇 년인가에 대해서는 아직 크게 논의된 바는 없다. 이 불상 자체가 극히 최근에야 국내에 알려졌기 때문이다.
고구려 문화는 일본에 많은 영향을 미쳤는데, 고구려의 화공(畵工)·학승(學僧)이 일본으로 가서 불교문화를 전하는 데 공현하였다. 특히 승려이자 화가인 담징(曇徵)이 그린 벽화는 그 대표적인 일례이다.

### 음악

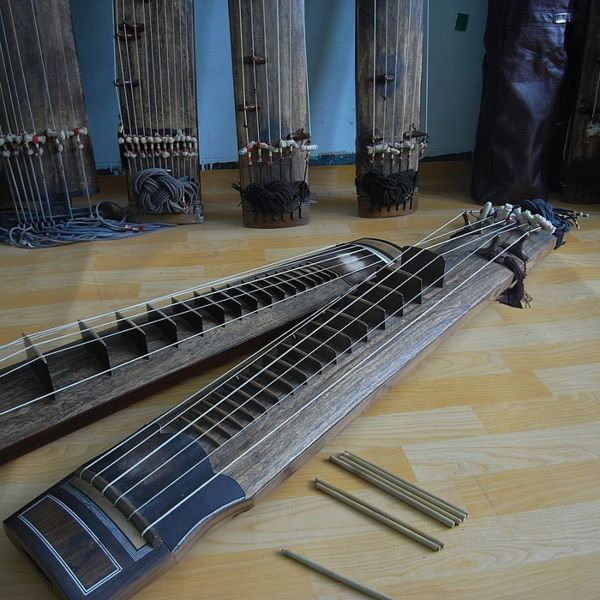
거문고

고구려인은 가무(歌舞)를 즐겼으나 더 이상의 문헌적 고증은 찾아볼 수 없다. 다만 양원왕때의 국상인 왕산악(王山岳)이 진(晋)의 칠현금(七鉉琴)을 개량(改良)하여 거문고를 만들었다 하고 100여 곡(曲)의 악곡(樂曲)을 지었다고 전한다.
호남에서 고구려 부흥운동을 전개하던 고안승의 보덕국이 망한 뒤 남원경(전라북도 남원)으로 이주되는 과정에서 전파되었다고 한다.

## 문화유산

### 고대 고구려 왕국 수도와 묘지
고대 고구려 왕국 수도와 묘지(高句丽王城、王陵及贵族墓葬)는 고구려 시대 세계문화 유산으로 중화인민공화국 지린성 지안시와 요령성 환런 만족 자치현 두 곳에 위치한다. 2004년 7월 1일, 유네스코 세계유산 위원회 쑤저우 회의에서 세계유산으로 등록되었다.
| 유네스코 지정번호 | 사진 | 등록명                        | 소재지                    |
| ----------------- | ---- | ----------------------------- | ------------------------- |
| 1135              |      | 장군총 Tomb of the General    | 지린성 지안시             |
| 1135              |      | 광개토왕릉비 Gwanggaeto Stele | 지린성 지안시             |
| 1135              |      | 태왕릉 Tomb of the Gwanggaeto | 지린성 지안시             |
| 1135              |      | 위나암성 Hwando               | 지린성 지안시             |
| 1135              |      | 천추총                        | 지린성 지안시             |
| 1135              |      | 서대총                        | 지린성 지안시             |
| 1135              |      | 임강총                        | 지린성 지안시             |
| 1135              |      | 국내성 Gungnae                | 지린성 지안시             |
| 1135              |      | 각저총                        | 지린성 지안시             |
| 1135              |      | 무용총 Muyong Tomb            | 지린성 지안시             |
| 1135              |      | 오녀산성 Wunü Mountain        | 랴오닝성 환런 만족 자치현 |

### 고구려 고분군
고구려 고분군(高句麗 古墳群)은 고구려 시대 세계문화유산으로 조선민주주의인민공화국 평양직할시와 평안남도 남포, 황해남도 안악등에 위치한다. 2004년 7월 1일, 유네스코 세계유산 위원회 쑤저우 회의에서 세계유산으로 등록되었다.
| 유네스코 지정번호 | 사진                       | 등록명                                                                        | 소재지              |
| ----------------- | -------------------------- | ----------------------------------------------------------------------------- | ------------------- |
| 1091-001          |                            | 동명왕릉과 진파리 고분군 Tomb of King Tongmyong and' Jinpha-ri group of tombs | 평양직할시 력포구역 |
| 1091-002          |                            | 호남리 사신총 Homam-ri Sasin (Four Deities) Tomb                              | 평양직할시 삼석구역 |
| 1091-003          |                            | 덕화리 고분군 (1,2,3호) Tokhwa-ri Tombs No. 1,2,3                             | 평안남도 대동군     |
| 1091-004          |                            | 강서 삼묘 Kangso Three Tombs                                                  | 남포특별시 강서군   |
| 1091-005          |                            | 덕흥리 고분 Tokhung-ri Tomb                                                   | 남포특별시 강서군   |
| 1091-006          |                            | 약수리 고분 Yaksu-ri Tomb                                                     | 남포특별시 강서군   |
| 1091-007          |                            | 수산리 고분 Susan-ri Tomb                                                     | 남포특별시 강서군   |
| 1091-008          |                            | 룡강대총 Ryonggang Great Tomb                                                 | 남포특별시 룡강군   |
| 1091-009          |                            | 쌍영총 Twin-Column Tomb                                                       | 남포특별시 룡강군   |
| 1091-010          |                            | 안악 1호분 Anak Tomb No. 1                                                    | 황해남도 안악군     |
| 1091-011          | 안악 2호분 Anak Tomb No. 2 |                                                                               | 황해남도 안악군     |
| 1091-012          | 안악 3호분 Anak Tomb No. 3 |                                                                               | 황해남도 안악군     |

### 충주 고구려비
충주 고구려비(忠州高句麗碑)는 2006년 충주시 차원에서 유네스코 세계유산 위원회에 등재를 구상했었던 고구려 테마의 유적으로 광개토왕대에 축조된 것으로 추정된다. 대한민국의 충청북도 충주시에 위치한다.
| 유적번호     | 사진 | 등록명                               | 소재지          |
| ------------ | ---- | ------------------------------------ | --------------- |
| 국보 제205호 |      | 충주 고구려비 Chungju Goguryeo Stele | 충청북도 충주시 |

## 역사귀속문제

### 해외
중국은 2002년부터 이른바 동북공정이라는 국가적 프로젝트를 추진하여 고구려 등의 역사를 중국 역사의 일부로 포함하려는 편향된 움직임을 보여주었다. 중국 동북3성의 역사 문화를 연구하는 프로젝트로 시작된 동북공정은 사실 소수민족의 분리 독립을 우려하는 중국이 조선족의 이탈과 국경선 분쟁을 막기 위해 만든 국가 전략으로, 대표적인 역사 왜곡 사례다.
이에 대한민국에서도 고구려의 역사의 계승을 입증하기 위한 프로젝트의 일환으로서 2004년 고구려 연구재단을 설립하였으나, 2006년에 외교를 뒷받침하기 위해 설립된 동북아 역사재단에 통합되었다. 중국의 동북공정이 한국 사회에 널리 알려지면서 《주몽》과 《연개소문》 등 고구려를 주제로 한 다양한 역사드라마가 방송되기도 하였다. 2000년대 후반 이후, 중국의 공격은 고구려에서 빗겨난 발해사에 집중되었다.
심지어 중국은 동북공정을 통해 고구려·발해 역사를 중국 역사로 편입시킴으로써 조선족도 중국인이라는 논리를 펴고 있다. 그 일환으로 중국은 옌볜 조선족자치주에 `중국 조선족 애국시인 윤동주 생가`라고 버젓이 표지석까지 세우며 윤동주 시인을 중국인화하고 있다.

### 국내
학계에서는 고구려 건국 연도에 대해 논란이 일었다.
남쪽 학자들이 문제삼는 것은 고구려가 신라보다 늦게 기원전 37년에 건국됐다는 점이다.
이에 비해 북쪽 학자들은 고구려 건국 시기가 삼국사기 기록보다 적어도 100여 년은 앞선 기원전 209년이라고 본다.

## 같이 보기
- 고구려의 역대 국왕
- 고구려의 관직
- 삼국시대
- 한국의 역사
- 주몽
- 가우리
- 고구리
- 소고구려
- 보덕국
- 발해
- 후고구려
- 고려
- 1책 12법
- 고마 신사(고구려 신사)
- 코마이누('고려견/高麗犬'이라고 쓰나 뜻은 '고구려개'임)
  - 타이완 신궁 - 현재도 '코마이누'(고려견)를 '高麗犬'으로 제대로 표기하고 있다

- 고구려 부흥운동
- 5세기의 정치적 국가 목록

### 인용주
1. ↑  문어
2. ↑  학자들마다 위례성을 한성이라고 부르기도 한다.
3. ↑  간단히 말해서 노비를 가리키는 표현이다.

### 참조주
1. ↑  昔始祖鄒牟王之創基也, 出自北夫餘, 天帝之子, 母河伯女郞. 剖卵降世, 生而有聖□□□□. □命駕, 巡幸南下, 路由夫餘奄利大水. 王臨津言曰, 我是皇天之子, 母河伯女郞, 鄒牟王. 爲我連葭浮龜, 應聲卽爲連葭浮龜. 然後造渡, 於沸流谷忽本西, 城山上而建都焉. 不樂世位, 因遣黃龍來下迎王. 王於忽本東罡, 履龍頁昇天.顧命世子儒留王, 以道興治, 大朱留王紹承基業. , 국사편찬위원회〔사료 2-2-01〕 광개토대왕비 소재 주몽 신화
2. ↑  “고구려 평양성”. 《동북아역사재단》. 2021년 7월 10일에 확인함.
3. ↑  三國遺史
4. ↑  林下筆記
5. ↑  정욱 (2007년 11월 16일). 《삼국유사(새로운 완역본)》. 진한엠엔비. 50쪽. ISBN 9788984323094.
6. ↑  고구려 1/건국(역사 남과 북 7)
7. ↑  [학술] "이것이 광개토대왕 얼굴"
8. ↑  고려 - 한국민족문화대백과사전
9. ↑  충주 고구려비 - 한국민족문화대백과사전
10. ↑  충주 고구려비와 중원 지역 -우리역사넷
11. ↑  永樂七年歲在丁酉(영락7년세재정유) 충주 고구려비의 판독문 재검토 -題額과 干支를 중심으로-
12. ↑  율령반포, 태학설립 등
13. ↑  “동북아역사재단 각저총”. 2021년 6월 24일에 원본 문서에서 보존된 문서. 2021년 6월 23일에 확인함.
14. ↑  대한씨름협회 씨름의역사
15. ↑  그 풍속에 가난한 사람이 많은데, 겨울에 모두 긴 구덩이를 만들고 그 아래에 불을 때서 따뜻하게 하였다. -『구당서』권199상, 「열전」149상 동이열전 고려
16. ↑  국립국악원
17. ↑  양서, 今言語服章略與高驪同, 行不張拱, 拜不申足則異
18. ↑  남사, 言語服章略與高麗同
19. ↑  “디지털 삼국유사 사전, 박물지 시범개발 문화콘텐츠 닷컴”. Korea Creative Content Agency. 2018년 11월 19일에 원본 문서에서 보존된 문서. 2017년 2월 6일에 확인함.
20. ↑  永樂七年歲在丁酉(영락7년세재정유) 충주 고구려비의 판독문 재검토 -題額과 干支를 중심으로-
21. ↑  일본육국사 한국관계기사 > 日本書紀 > 卷第廿七 天命開別天皇 天智天皇 > 高麗 可婁 등의 貢調
22. ↑  庚午 帝臨軒 高麗使揚承慶等貢方物 奏曰 高麗國王大欽茂言 承聞 在於日本照臨八方聖明皇帝 登遐天宮 攀號感慕 不能默止 是以 差輔國將軍揚承慶歸德將軍揚泰師等 令齎表文幷常貢物入朝 詔曰 高麗國王遙聞先朝登遐天宮 不能默止 使揚承慶等來慰 聞之感通 永慕益深 但歲月旣改 海內從吉 故不以其禮相待也 又不忘舊心 遣使來貢 勤誠之至 深有嘉尙, (속일본기)
23. ↑  고려사. 《윤관이 임언에게 영주 관청의 벽에 전적을 기록하게 하다》. 女眞, 本勾高麗之部落, 聚居于盖馬山東, 世脩貢職, 被我祖宗恩澤深矣. 一日背畔無道, 先考深憤焉
24. ↑  新羅國石南山故國師碑銘後記
25. ↑  撰碑文然以世雜人猾難爲盛事是以年新月古未立碑文至後高麗國几平四郡鼎正三韓以顯德元年七月十五日樹此」
26. ↑  신복룡 (2001년 12월 20일). 《한국사 새로 보기》 초 2쇄판. 서울: 도서출판 풀빛. 261쪽쪽. ISBN 89-7474-870-3.
27. ↑  《획수로 찾는 실용옥편사전》(2002년 1월 10일) 923쪽
28. ↑  《고금한한자전》(1995년 11월 15일) 150쪽
29. ↑  《한한대사전》(1996년 5월 25일) p. 1772~1773
30. ↑  《한·일·영·중 겸용 한한대사전》(1992년 3월 10일) 1195쪽
31. ↑  《삼강행실도》, 1434년(세종 16) 초간, 중종 연간에 언해, 경남 유형문화재 제160호
32. ↑  “東人變呼音呂” (김정호, 《대동지지》〈방여총지〉권4, 19세기)
33. ↑  《한국한자어사전》 권4(1996년 11월 3일) 991쪽
34. ↑  두산동아(옛 동아출판사 포함)에서 펴낸 《동아백년옥편(탁상판)》(초판 7쇄, 2003년 1월 10일) 2264쪽
35. ↑  《동아 한한대사전》(1982년 10월 25일) 2181쪽
36. ↑  “고구려와 고려가 아니라 고구리와 고리로 불러야 한다” 주간동아 2020년 1월 3일
37. ↑  白鳥庫吉, 1896, 高句麗の名稱に就きての考 國學院雜誌第二卷 第十號 ; 1970, 鳥庫吉全集 3, 岩波書店. ; 이병도, 《고구려국호고》, 한국고대사연구, 1976 ; 金岳, 1994, 東北濊貊族源流硏究 遼海文物學刊 1994-2. ; 조영광,《예맥 족명과 부여, 고구려 국호의 유래와 의미》, 한국고대학회, 2015.
38. ↑  白鳥庫吉, 1896, 앞의 논문.
39. ↑  이병도, 1976, 앞의 논문 ; 이병선,《한국고대국명지명의 어원 연구》, 이회문화사, 2012.
40. ↑  金岳, 1994, 앞의 논문.
41. ↑  김부식 (1145) “阿蘭弗遂勸王　移都於彼　國號東扶餘　其舊都有人　不知所從來　自稱天帝子解慕漱　來都焉”(아란불이 왕에게 권하니 도읍을 이곳으로 옮겨 나라 이름을 동부여라 하였다. 그곳의 옛 도읍에도 사람이 있어 어디로부터 왔는지는 모르나 자칭 천제의 아들 해모수라는 이가 와서 도읍한 적이 있었다. )
42. ↑  광개토왕릉비 비문 - 惟昔始祖鄒牟王之創基也. 出自北夫餘 天帝之子 母河伯女郎. 剖卵降世 生而有聖. □□□□□□命駕巡幸南下 路由夫餘奄利大水 王臨津言曰. "我是皇天之子 母河伯女郎 鄒牟王. 爲我連葭浮龜." 應聲即爲連葭浮龜. 然後造渡 於沸流谷忽本西 城山上而建都焉. 不樂世位 因遣 黃龍來下迎王. 王於忽本東[岡] 履龍首昇天. 顧命世子儒留王 以道興治 大朱留王 紹承基業.
43. ↑  http://contents.history.go.kr/mobile/ht/view.do?levelId=ht_001_0030_0020_0040 <사료 2-2-04> 『동명왕편』 소재 「구삼국사」 인용 부분
44. ↑  동명왕편 http://contents.history.go.kr/mobile/ht/view.do?levelId=ht_001_0030_0020_0040
45. ↑  謂母曰, 羣蠅噆目, 不能睡. 母爲我作弓矢, 其母以蓽作弓矢與之, 自射紡車上蠅, 發矢卽中. 扶余謂善射曰朱蒙. 이규보,(동명왕편)
46. ↑  年至長大, 才能並備. 金蛙有子七人, 常共朱蒙遊獵. 王子及從者四十餘人, 唯獲一鹿, 朱蒙射鹿至多. 王子妬之, 乃執朱蒙縛樹, 奪鹿而去, 朱蒙拔樹而去. 太子帶素言於王曰, 朱蒙者, 神勇之士, 瞻視非常. 若不早圖, 必有後患. 이규보, (동명왕편)
47. ↑  오이(烏伊) 한국민족문화대백과사전
48. ↑  마리(摩離) 한국민족문화대백과사전
49. ↑  欲渡無舟 恐追兵奄及, 迺以策指天, 慨然嘆曰. 我天帝之孫, 河伯之甥. 今避難至此. 皇天后土, 憐我孤子, 速致舟橋. 言訖, 以弓打水, 魚鼈浮出成橋. 朱蒙乃得渡, 良久追兵至. 이규보,(동명왕편)
50. ↑  [沸流王松讓出獵, 見王容貌非常, 引而與坐曰. 僻在海隅, 未曾得見君子. 今日邂逅, 何其幸乎. 君是何人, 從何而至. 王曰, 寡人天帝之孫, 西國之王也. 敢問君王繼誰之後, 讓曰, 予是仙人之後. 累世爲王. 今地方至小, 不可分爲兩王. 君造國日淺, 爲我附庸可乎. 王曰. 寡人繼天之後, 今主非神之冑, 强號爲王, 若不歸我, 天必殛之. 松讓以王累稱天孫, 內自懷疑, 欲試其才. 乃曰願與王射矣, 以畵鹿置百步內射之, 其矢不入鹿臍, 猶如倒手. 王使人以玉指環, 於百步之外射之, 破如瓦解. 松讓大驚云云. 이규보,(동명왕편)
51. ↑  [西狩獲白鹿. 倒懸於蟹原, 呪曰, 天若不雨而漂沒沸流王都者, 我固不汝放矣. 欲免斯難, 汝能訴天. 其鹿哀鳴, 聲徹于天. 霖雨七日, 漂沒松讓都. 王以葦索橫流, 乘鴨馬, 百姓皆執其索. 朱蒙以鞭畫水, 水卽減. 六月, 松讓擧國來降云云. 이규보,(동명왕편)
52. ↑  山河險固, 遂欲都焉, 而未遑作宮室, 但結廬於沸流水上居之, 國號高句麗, 因以高爲氏. (삼국사기)
53. ↑  부분노(扶芬奴) 한국민족문화대백과사전
54. ↑  부위염(扶尉猒) 한국민족문화대백과사전
55. ↑  『삼국지』의 "갱작신국" 기사를 환인에서 집안 천도 기사로 활용하여, 사료상으로 유리왕대 천도 기사 이후 산상왕대까지 천도 관련 기사가 없다는 점과 고고학적으로 3세기가 되어서야 집안 평지성과 산성자산성이 축조되었을 가능성을 근거로 한다. 단 『삼국사기』태후우씨 사망 기사를 통해 동천왕, 고국천왕, 산상왕의 묘가 같은 위치로 추정된다는 점과 신대왕이 시조묘에 제사를 지내고 오는데 한달이 걸렸다는 기록을 통해 이미 산상왕대 이전에 도성이 집안으로 옮겨왔음을 보여준다는 약점이 있다.
56. ↑  『삼국사기』신대왕대의 졸본 행차 기록과 동천왕대에 보이는 태후 우씨 관련 기록을 통해 늦어도 신대왕대에는 집안 지역이 도성이었다는 전제 하에, 비록 집안 평지성 일대에서 3세기 이전 유물이 보이지 않지만, 1세기 후반~2세기 전반, 즉 태조왕대의 중심지였을 가능성을 보여준다고 보는 견해이다. 단 천도와 같은 국가 중대사가 『삼국사기』기사에 남지 않은 점이 약점이다. 이에 대해서는 유리왕대 천도기사가 태조왕대 사실을 소급한 것으로 이해하는 견해와(余昊奎, 2005) 『삼국지』왕실 교체는 소노부의 소재지 환인에서 계루부의 소재지 집안으로의 중심지 교체라고 해석하는 견해(김종은, 2003) 등이 제시되었다.
57. ↑  『삼국사기』신대왕대의 졸본 행차 기록 등을 통해 늦어도 신대왕대에는 집안이 고구려의 도성이었을 가능성이 높다고 보는 견해이다. 이는 앞서 제기된 태조대왕설에 대한 비판이자 대안이다. 이 역시 집안 시가지에서 3세기 이전 도성으로 볼 만한 유물이 아직 출토되지 않았다는 점과 신대왕대 천도했다는 사서 기록이 없다는 점이 해결해야할 숙제이다.
58. ↑  앞서 제기된 태조왕대설, 신대왕대설에 대한 비판으로 출발한 견해로 유리왕 22년 천도 기사를 그대로 인정해야 한다는 입장이다. 다만 과거 통설과 다른 점은 국내와 위나암을 구분하여 국내는 집안, 위나암은 산성자산성이 아닌 패왕조산성으로 비정한다. 이 견해 역시 3세기 이전 고구려 도성은 입지조건이 좋은 집안 평지성 일대로 비정하지만 관련 유물이 발겨되지 않았다는 약점이 있다.
59. ↑  김미경, 〈고구려의 낙랑·대방지역 진출과 그 지배형태〉, 연세대학교 사학연구회, 1996
60. ↑  《삼국지》 열전 고구려 "太尉司馬宣王率衆討公孫淵 宮遣主簿大加將數千人助軍"
61. ↑  『삼국지』 「위서 관구검전」에서는 양구(梁口)로 기록되어 있다.
62. ↑  “한국민족문화대백과사전의 표제어 '고구려'”. 2013년 10월 4일에 원본 문서에서 보존된 문서. 2013년 11월 17일에 확인함.
63. ↑  “한국민족문화대백과사전의 표제어 '고국원왕'”. 2013년 10월 4일에 원본 문서에서 보존된 문서. 2013년 11월 17일에 확인함.
64. ↑  김부식 (1145). 〈본기 권18 소수림왕〉. 《삼국사기》. 二年 夏六月 秦王苻堅遣使及浮屠順道 送佛像經文
65. ↑  김부식 (1145). 〈본기 권18 소수림왕〉. 《삼국사기》. 四年 僧阿道來
66. ↑  김부식 (1145). 〈본기 권18 소수림왕〉. 《삼국사기》. 二年...立大學敎育子弟
67. ↑  김부식 (1145). 〈본기 권18 소수림왕〉. 《삼국사기》. 三年 始頒律令  (3년에 율령(律令)을 처음으로 반포하였다. )
68. ↑  김부식 (1145). 〈본기 권18 광개토왕〉. 《삼국사기》. 秋七月 南伐百濟 拔十城.
69. ↑  김부식 (1145). 〈본기 권18 광개토왕〉. 《삼국사기》. 冬十月 攻陷百濟關彌城.
70. ↑  김부식 (1145). 〈본기 권18 광개토왕〉. 《삼국사기》. 四年  秋八月 王與百濟戰於浿水之上 大敗之, 虜獲八千餘級.
71. ↑  《삼국사기》 기년 기준. 일부 학자들은 광개토왕릉비에 따라 기년을 수정하여 391년이라 보기도 한다. (김용만,『광개토태왕의 위대한 길』, 역사의아침, 2011, 62쪽)
72. ↑  김부식 (1145). 〈본기 권18 광개토왕〉. 《삼국사기》. 九月 北伐契丹 虜男女五百口, 又招諭本國陷沒民口一萬而歸
73. ↑  염수의 위치에 대해서는 다양한 학설이 있으며, 시라무룬허 상류의 염호인 광제호 일대로 보는 것이 일반적이다.
74. ↑  서영수, 〈廣開土王碑文의 征服記事 再檢討〉, 《歷史學報》 119, 1988. 다나카 토시아키(田中俊明), 〈고구려의 北方進出과 廣開土王碑文〉, 《廣開土好太王碑硏究 100년》, 高句麗硏究會, 1996
75. ↑  이상의 대(對) 후연전의 기록은 《삼국사기》의 기년 기준이다.
76. ↑  일부 학자들은 동부여가 이미 고구려의 속국으로 존속하고 있었으며, 이때의 동부여 정벌로 완전히 멸망한 것으로 보기도 한다. (김용만, 앞의 책, 271쪽) 또한, 일반적으로 광개토왕 평생의 업적으로 해석되는 64개 성, 1,400촌의 정복 기록을 5개의 압노(鴨盧), 즉 동부여의 5부 전체를 복속시켜 동부여를 완전히 멸망시켜서 얻은 결과로 보는 주장도 있다. (위의 책, 274~278쪽)
77. ↑  김부식 (1145). 〈본기 권18 광개토왕〉. 《삼국사기》. 二年...創九寺於平壤.
78. ↑  30萬士兵攻打龍城
79. ↑  김용만, 《고구려의 발견》, 바다출판사, 1998, 281-282쪽.
80. ↑  김유철; 윤희면·최병도·승용기·최재삼 (2002년 3월 1일). 《고등학교 역사부도》. 서울: 천재교육. 9쪽.
81. ↑  總一百一十三萬三千八百，號二百萬，其餽運者倍之 <수서>,양제 하편
82. ↑  동굴에 새긴 화랑 이름에서 고구려 멸망사를 읽었다 조선일보 2019년 6월 19일
83. ↑  보장왕대 고구려의 대당관계 변화와 그 배경
84. ↑  우리역사넷
85. ↑  중앙일보 당나라 깬 양만춘은 가공인물···연개소문 '밀사 외교' 먹혔다
86. ↑  [『삼국사기』권21, 「고구려본기」9 보장왕(상) 2년]
87. ↑  중국 허난성 뤄양시 신안현 톄먼진(铁门镇)에 소재한 고대 묘지명 컬렉션인 천당지재(千唐誌齋)의 고구려 유민 묘비명의 내용을 참조
88. ↑  “한국사데이터베이스”. 2021년 6월 24일에 원본 문서에서 보존된 문서. 2021년 6월 27일에 확인함.
89. ↑  유홍준 "실크로드에서 고구려 유민 후예의 무덤을 보니..." 중앙일보 2020년 6월 16일
90. ↑  보덕국 - 한국민족문화대백과
91. ↑  대문(大文) - 한국민족문화대백과사전
92. ↑  반란을 도모하다가 발각되어 사형당했다는 설도 있다. 대문 -한국고전용어사전
93. ↑  한국민족문화대백과사전
94. ↑  전북일보 7. 옥보고와 남원 운상원 - 거문고 주법 완성한 국악의 성지
95. ↑  소고구려 - 한국민족문화대백과
96. ↑  한국민족문화대백과, 두산백과 등에는 소고구려가 발해에 병합되었다고 서술되어 있지만 관련 기록이 없기 때문에 확실하지 않다.
97. ↑  庚午 帝臨軒 高麗使揚承慶等貢方物 奏曰 高麗國王大欽茂言 承聞 在於日本照臨八方聖明皇帝 登遐天宮 攀號感慕 不能默止 是以 差輔國將軍揚承慶歸德將軍揚泰師等 令齎表文幷常貢物入朝 詔曰 高麗國王遙聞先朝登遐天宮 不能默止 使揚承慶等來慰 聞之感通 永慕益深 但歲月旣改 海內從吉 故不以其禮相待也 又不忘舊心 遣使來貢 勤誠之至 深有嘉尙, (속일본기)
98. ↑  甲寅 天皇御中宮 高齊德等上其王書幷方物 其詞曰 武藝啓 山河異域 國土不同 延聽風猷 但增傾仰 伏惟大王 天朝受命 日本開基 奕葉重光 本枝百世 武藝忝當列國 濫摠諸蕃 復高麗之舊居 有扶餘之遺俗 但以天崖路阻 海漢悠悠 音耗未通 吉凶絶問 親仁結援 庶協前經 通使聘隣 始乎今日 謹遣寧遠將軍郞將高仁義游將軍果毅都尉德周 別將舍航等廿四人 齎狀 幷附貂皮三百張奉送 土宜雖賤 用表獻芹之誠 皮幣非珍 還慙掩口之誚 主理有限 披瞻未期 時嗣音徽 永敦隣好 於是高齊德等八人竝授正六位上 賜當色服 仍宴五位已上及高齊德等 賜大射及雅樂寮之樂 宴訖賜祿有差 한국사데이터베이스
99. ↑  서희의 외교 담판
100. ↑  최인준 (2016년 4월 23일). “1300년, 일본 한복판에서 지켜온 고구려의 魂”. 조선일보. 2017년 10월 8일에 확인함.
101. 1 2  일명 도사(道使)
102. ↑  余昊奎 (1995년 12월). “3세기 후반~4세기 전반 고구려의 교통로와 지방통치조직 : 南道와 北道를 중심으로”. 《韓國史硏究》 (한국사연구회) 91: 1–39.
103. ↑  “전라도역사이야기-70.남도의 고대 한·중·일 바닷길”. 남도일보. 2018년 12월 30일.
104. ↑  또는 황부(黃部)
105. ↑  또는 우부(右部)
106. ↑  또는 후부(後部)
107. ↑  또는 좌부(左部)
108. ↑  또는 전부(前部)
109. ↑  “通典 卷七 食貨 七 歷代盛衰戶口”.
110. ↑  “舊唐書 卷五 本紀 第五 高宗下”.
111. ↑  “고구려 원정에 나선 수 양제의 군대, 과연 113만명이 넘었을까”. 2018년 10월 4일. 2022년 8월 28일에 확인함.
112. ↑  http://contents.history.go.kr/mobile/nh/view.do?levelId=nh_004_0040_0030_0020_0010#ftid_601
113. ↑  https://encykorea.aks.ac.kr/Article/E0060742
114. ↑  https://portal.nrich.go.kr/kor/ksmUsrView.do?menuIdx=584&ksm_idx=2512
115. ↑  今言語服章略與高驪同, 行不張拱, 拜不申足則異
116. ↑  言語服章略與高麗同
117. ↑  丙戌十二月中漢城下後(部)小兄文達節自此西北行步之, 병술년 12월에 한성 하후부의 소형 문달이 여기서부터 서북방향을 걸쳤다(걸쳐 축성하였다).
118. ↑  《삼국지》〈위서〉동이전
119. ↑  《북사》열전
120. ↑  국사 편찬 위원회, 《고등학교 국사》, 교육 인적 자원부, 서울 2004. 189쪽.
121. ↑  김부식 (1145). 〈본기 권18 소수림왕〉. 《삼국사기》. 二年 夏六月 秦王苻堅遣使及浮屠順道 送佛像經文
122. ↑  김부식 (1145). 〈본기 권18 소수림왕〉. 《삼국사기》. 四年 僧阿道來
123. ↑  김부식 (1145). 〈본기 권18 소수림왕〉. 《삼국사기》. 五年 春二月...始創肖門寺 以置順道 又創伊弗蘭寺 以置阿道 此海東佛法之始
124. 1 2 3  “고구려 고분 벽화에 담긴 천문의 흔적”. 문화콘텐츠닷컴. 2021년 10월 22일에 확인함.
125. ↑  연가 7년명 금동 여래 입상
126. ↑  북한 고구려 고분군 유네스코 세계문화 유산 등재 - 유네스코 뉴스 보관됨 2020-09-20 - 웨이백 머신, 유네스코한국위원회
127. ↑  日本の古墳壁画に影響を与えた！？北朝鮮初の世界遺産「高句麗古墳群」. 《KoreaWorldTimes》 (일본어). 2020년 8월 27일. 2020년 9월 5일에 확인함.
128. ↑  중원 고구려비, 세계문화 유산 추진- SBS
129. ↑  반일 종족주의와 동북공정 매일경제 2019년 9월 20일
130. 1 2 3  ““고구려 시조 주몽이 한고조 유방 건국 도왔다””. 신동아. 2005년 5월 25일.

## 참고 문헌
- 《삼국사기》〈고구려본기〉
- 《삼국유사》

### 고구려 기록 말살
- 이타북스 고구려에 대한 기록이 없는 충격적인 이유ㅣ한국이 맞이한 가장 결정적인 역사의 비극 - 유튜브 2024-09-20

| 한국의 역사 | 한국의 역사              | 한국의 역사                              |
| 이전 시대   | 고구려 기원전 37년~668년 | 다음 시대                                |
| ----------- | ------------------------ | ---------------------------------------- |
| 부여        | 고구려 기원전 37년~668년 | 보덕국(통일신라), 소고구려(당나라), 발해 |